# Wimbledon (tenis)

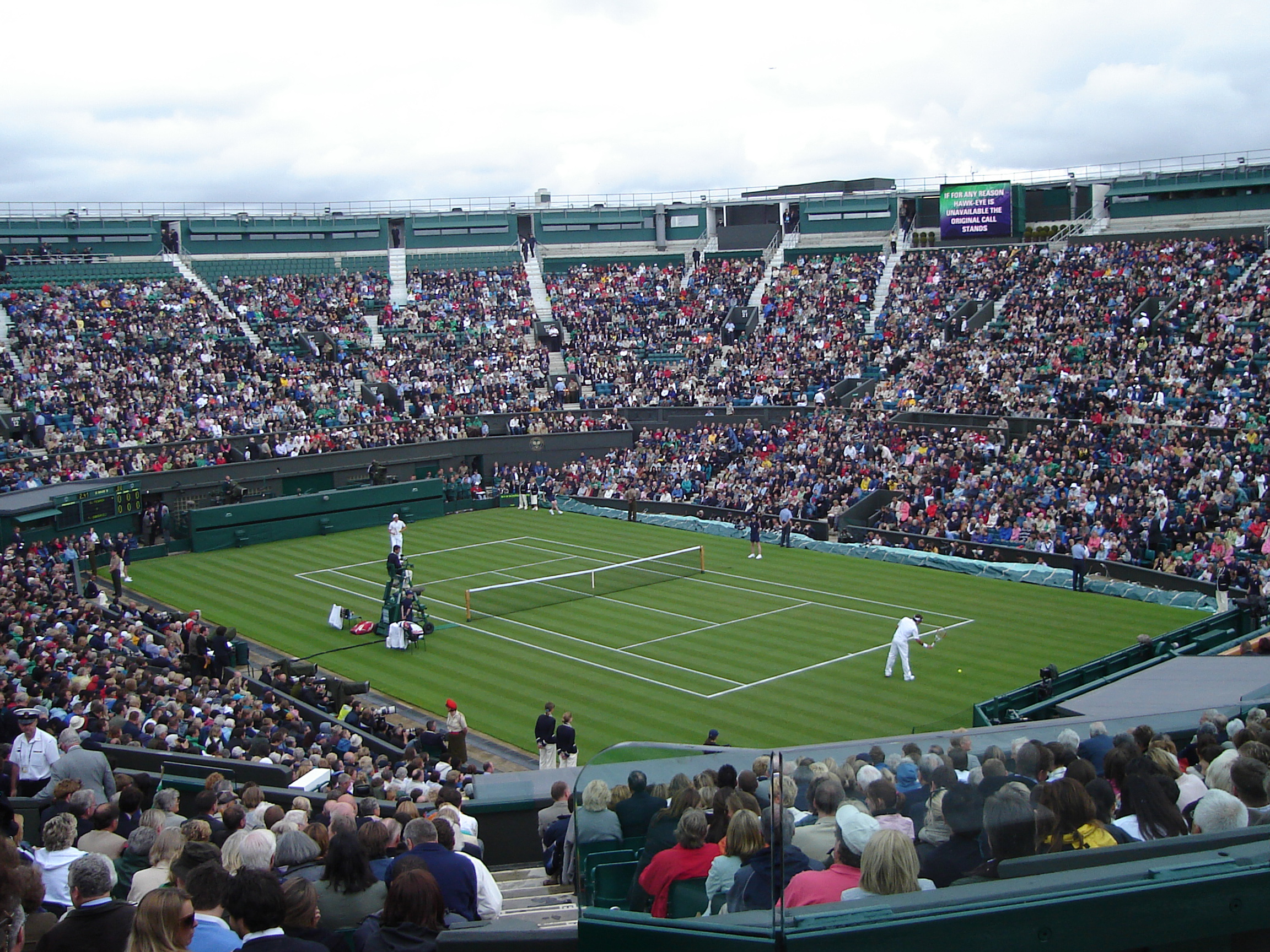
Centrální dvorec neměl v roce 2007 horní kryt díky instalaci zatahovací střechy

The Championships, Wimbledon, nebo pouze Wimbledon, je nejstarší tenisový turnaj na světě. Představuje třetí ze čtyř událostí nejvyšší kategorie – Grand Slamu, každoročně hranou na přelomu června a července v jihozápadní londýnské části Wimbledon. Nejvyšší počet osmi titulů v mužské dvouhře vyhrál Roger Federer a devět trofejí z ženské dvouhry si odvezla  Martina Navrátilová.
Úvodní ročník se na travnatých dvorcích All England Clubu uskutečnil v roce 1877. Od sezóny 1995 je tráva stříhána na výšku 8 milimetrů a pro svou odolnost je od roku 2001 používán 100% víceletý jílek vytrvalý. Předtím tvořil 70% podíl s 30 % kostřavy červené. Největším z celkového počtu 38 kurtů, z nichž 18 je určeno pro grandslam, se nazývá jednoduše centrální dvorec. V sezóně 2009 získal zatahovací střechou. S její instalací se Wimbledon stal daný rok jediným grandslamem, který zakázal pokračovat ve hře po 23. hodině. V roce 2019 byl zastřešen  i druhý největší dvorec, kurt č. 1. Dešťové prodlevy se vyhnuly ročníkům 1931, 1976, 1977, 1993, 1995, 2009 a 2010. V roce 2006 byl zaveden systém „jestřábího oka“ pro kontrolu dopadu míčů. Od sezóny 2022 je v rozhodující sadě hrán za stavu gamů 6–6 desetibodový tiebreak.
Důležitou roli ve Wimbledonu hraje tradice a historie. Šatny jsou původní, dřevěné. Areál, včetně dvorců, neobsahuje žádné reklamní plochy a tenisté musí hrát v předepsaném oblečení, které je bílé. Preference bílého oblečení pro tenisty byla zavedena v roce 1963 a pravidlo zcela bílého stejnokroje platí od roku 1995. Typické je podávání jahod se smetanou a šampaňského. Podle tradice se do roku 2022 v neděli předělující první a druhý týden nehrálo. V pondělí pak byla odehrána všechna singlová osmifinále během tzv. šíleného pondělí. Výjimkou se staly ročníky 1991, 1997, 2004 a 2016, kdy proběhly zápasy i v první neděli pro skluz způsobený deštěm. Patronát nad grandslamem drží britská královská rodina. Patronkou klubu je od roku 2016 Catherine, princezna z Walesu a jeho prezidentem byl v letech 1969–2021 princ Edward, vévoda z Kentu. Královna Alžběta II. grandslam navštívila v letech 1957, 1962, 1977 a 2010, její syn král Karel III. do areálu zavítal jako princ z Walesu v letech 1970 a 2012.
Turnaj neproběhl v období první (1915–1919) a druhé světové války (1940–1945). V roce 2020 byl zrušen kvůli pandemii koronaviru. V roce 2022 se soutěží nesměli účastnit ruští a běloruští tenisté po ruské invazi na Ukrajinu. Řídící tenisové organizace penalizovaly rozhodnutí grandslamu odejmutím bodů do žebříčků. 
Program zahrnuje soutěže mužské i ženské dvouhry, mužskou, ženskou a smíšenou čtyřhru, soutěže juniorů, legend a vozíčkářů včetně kvadruplegiků. Od roku 1887 získává vítěz mužské dvouhry pozlacený stříbrný pohár, který nahradil původní trofej „Field Cup“ (1877–1883), respektive později tři roky udělovaný „Challenge Cup“ (1884–1886). Ženská šampiónka přebírá od roku 1886 stříbrnou „mísu Venus Rosewater“, zdobenou mytologickými výjevy. Systém přidělování divokých karet byl zaveden v roce 1977.
Wimbledon je nejméně navštěvovaným grandslamem, s denní kapacitou areálu 42 tisíc diváků. Vysílací práva na Britských ostrovech drží minimálně do roku 2027 veřejnoprávní BBC. Jedná se o vůbec nejdelší partnerství v rámci vysílacích práv na sport, které k roku 2022 u televize trvalo 85 let a u rozhlasu 95 let. Tradice slavnostní večeře vítězů byla zavedena roku 1977, s tancem pro šampiony mužské a ženské dvouhry.

## Championships éra

### 1877–1921: Systém kvalifikačního turnaje a vyzývacího finále

#### Počátky mužského turnaje

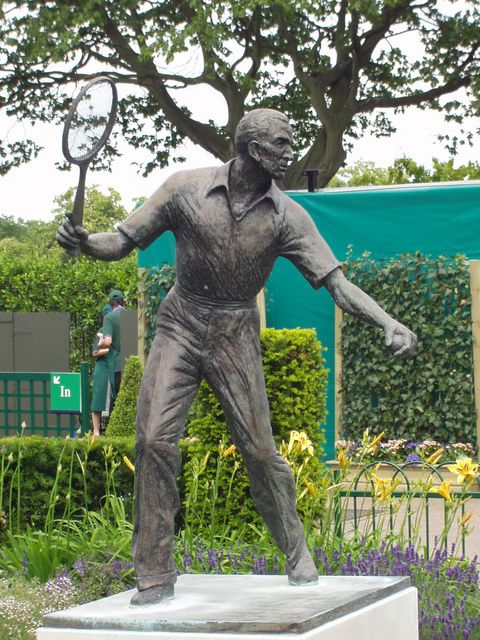
Socha Freda Perryho, britského vítěze mužské dvouhry z let 1934–1936

Dějiště nejstaršího turnaje světa představuje soukromý oddíl All England Lawn Tennis and Croquet Club založený v roce 1868 pod názvem „The All England Croquet Club“, jenž původně sídlil ve wimbledonské ulici Worple Road. V něm se nejdříve soutěžilo pouze v kroketu.
Roku 1874 major W. C. Wingfield požádal o patentování nové sportovní hry tenisu pod názvem sféristika – „sphairistike“, jež navazovala na trigon. Od roku 1876 se tato hra stala součástí kroketového klubu, který se na začátku následujícího jara přejmenoval na „The All England Croquet and Lawn Tennis Club“. S nápadem uspořádat první tenisový turnaj přišel anglický editor sportovních listů J. H. Walsh a vítězi klání věnoval putovní pohár „Field Cup“, nazvaný podle novin Field a koupený za 25 guineí. Na dvorce byl kvůli tenisu položen nový travnatý povrch. Trofej v roce 1884 nahradil na další tři sezóny „Challenge Cup“. Tehdejší výška sítě, umístění sloupků, či vzdálenost základní čáry byly mírně odlišné od současnosti.
Premiérový ročník Wimbledonu, prvního tenisové turnaje v historii, se uskutečnil v rozmezí 9. až 19. července 1877 pouze v soutěži dvouhry mužů. Zúčastnilo se jej dvacet dva hráčů, kteří zaplatili startovné jednu guineu. Šampiónem se stal dvacetisedmiletý Spencer William Gore, absolvent střední školy v Harrow. Během pěti dnů se odehrálo dvacet jedna zápasů. Mistrovství bylo přes víkend přerušeno pro konání každoročního kriketového střetnutí. Plánované finále na pondělí 16. července bylo odloženo pro déšť o čtyři dny. Ve finále za čtyřicet osm minut Gore zdolal Williama Marshalla 6–1, 6–2 a 6–4. Odnesl si výhru dvanácti guinejí a stříbrný pohár darovaný sportovním časopisem The Field. Finále přihlíželo asi dvě stě diváků, kteří zaplatili vstupné jeden šilink.

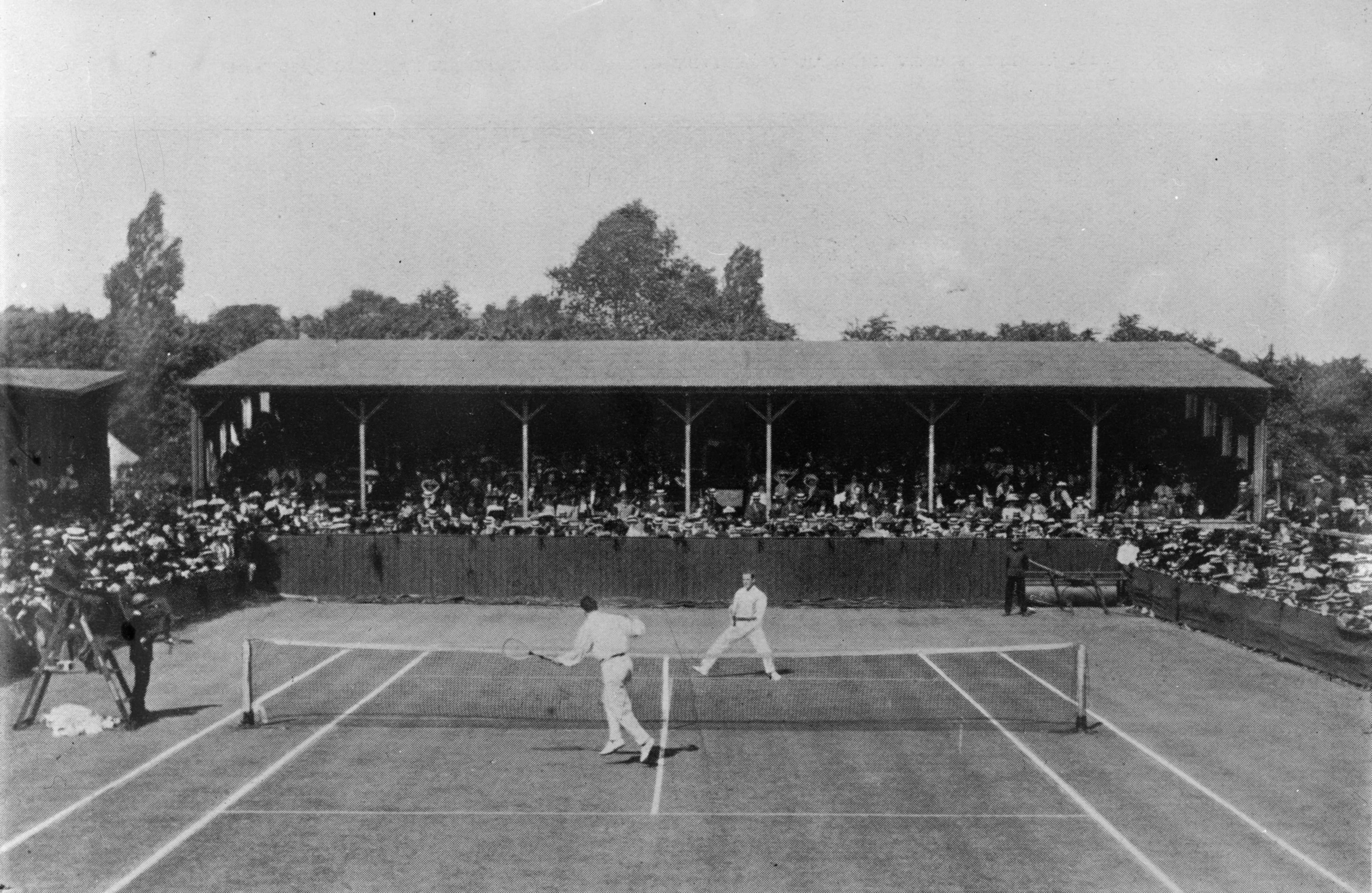
Vyzývací finále 1910:T. WIlding – B. Wright

Od druhého ročníku až do roku 1921 byl provozován systém kvalifikačního turnaje – tzv. All Comers' Singles, do nějž nastoupili všichni tenisté, vyjma obhájce titulu. Ten pak sehrál s vítězem kvalifikace tzv. vyzývací finále, tedy v celém turnaji odehrál jediný zápas. V roce 1878 Spencer Gore v boji o putovní pohár podlehl Franku Hadowovi, který vnesl do tenisu novou techniku lobu proti hráči stojícímu při voleji na síti. Pro první dva šampióny představoval wimbledonský titul jediné vítězství.
Pokud již obhájce nebyl aktivní či do finále turnaje nenastoupil, pak titul automaticky připadl bez boje vyzyvateli. Tato situace nastala v roce 1879, kdy vítěz kvalifikace John Hartley porazil v posledním kole Ira St. Legera Goolda. Obhájce titulu Frank Hadow se turnaje neúčastnil a vyzývací finále se neodehrálo.

#### Éra bratrů Renshawových a Dohertyových

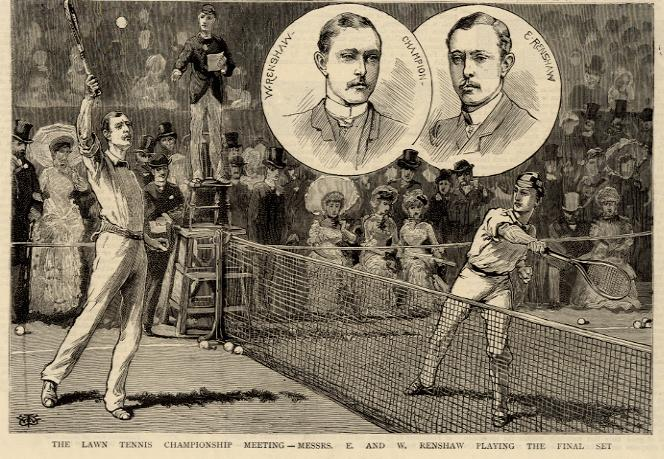
Bratři Ernest a William Renshawovi

Dva ročníky 1879 a 1880 ovládl anglický kněz John Hartley praktikující celodvorcovou hru od základní čáry. Rok 1881 se zapsal do wimbledonské historie nejkratším mužským finálem vůbec, když za 37 minut Hartley nestačil na dvacetiletého vyzyvatele Williama Renshawa po setech 0–6, 1–6 a 1–6. Nový vítěz uplatňoval silový a technicky náročný styl a zahájil sérii šesti titulů v řadě – nejdelší v historii Wimbledonu, ukončenou roku 1887 Herbertem Lawfordem. Po výhře svého dvojčete Ernesta Renshawa v roce 1888, si následující sezónu připsal rekordní sedmý titul. Tento výkon vyrovnal až v otevřené éře tenisu americký profesionál Pete Sampras a poté překonal Švýcar Roger Federer. Oba bratři podpořili oblibu tenisu ve společnosti a stali se hybateli v přeměně jeho vnímání ze společenské zábavy ve skutečný závodní sport. Daná éra bývá označována také jako Renshaw Rush.
Od roku 1882 se klub zaměřoval výhradně na tenisové aktivity a tak bylo z jeho názvu vypuštěno slovo „croquet“. Především sentimentální důvody vedly členy oddílu v roce 1899 k vrácení slova, a od tohoto data celý název zní All England Lawn Tennis and Croquet Club.
V roce 1884 došlo k premiérovému startu v soutěžích dvouhry žen a čtyřhry mužů. Ženská a smíšená čtyřhra se pak koná od roku 1913. Systém kvalifikačního turnaje s vyzývacím finále, který se vztahoval na mužskou a ženskou dvouhru a mužskou čtyřhru, skončil v roce 1921 a od následující sezóny je praktikováno klasické vyřazovací schéma.

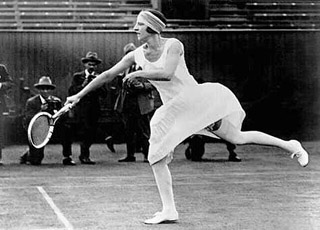
Suzanne Lenglenová – šestinásobná vítězka dvouhry

Od poloviny 90. let 19, století začali dominovat wimbledonští rodáci Reginald a Lawrence Dohertyovi, kteří definitivně posunuli vnímání tenisu do úrovně závodního a stále více populárního sportu. Do hry vnesli výbušnost, novou technickou a uměleckou složku. Během jejich účinkování na travnatých dvorcích začal stoupat počet diváků. Reginald získal v letech 1897–1900 čtyři tituly v řadě a Lawrence stejným způsobem v období 1902–1906 pět trofejí. Kromě toho osmkrát triumfovali ve čtyřhře. Etapu britských vítězů završil roku 1907 Australan Norman Brookes, který se stal prvním zahraničním šampiónem.
Angličan Arthur Gore získal svůj třetí titul v roce 1909 ve věku 41 let a 182 dnů, což z něj do současnosti činí nejstaršího vítěze londýnského grandslamu. Od tohoto ročníku pak v mužské dvouhře zvítězili pouze dva Britové, v letech 1934–1936 Fred Perry a v roce 2013 Andy Murray. Čtyři výhry za sebou si v období 1910–1913 připsal Novozélanďan Tony Wilding. Nejvýznamnější z nich představoval poslední z nich, kdy do Wimbledonu ze zámoří přicestoval také dvojnásobný vítěz US Championships Maurice McLoughlin přezdívaný „Kalifornská kometa“ s dělovým servisem a agresivním pojetím hry. Po jasném vítězství v kvalifikačním turnaji bez ztráty sady nastoupil do vyzývacího finále, kde nestačil na Wildingův technicky propracovaný styl.

#### 1884–1914: Počátky ženského turnaje

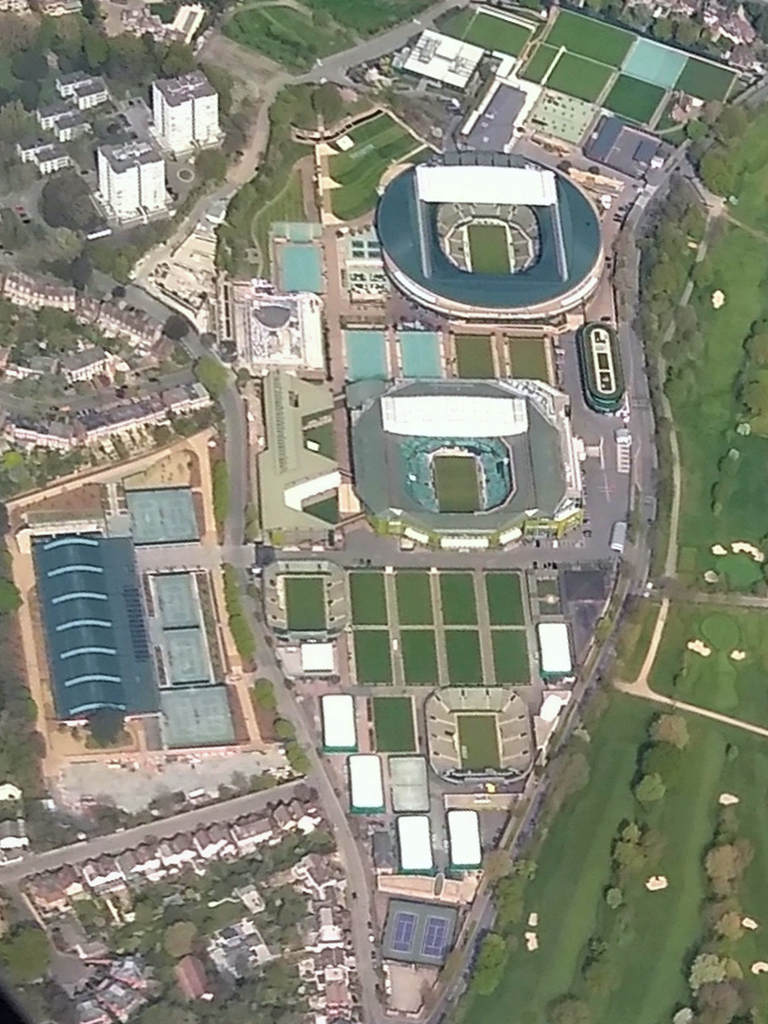
V pozadí areálu All England Clubu je kruhový No. 1 Court (nahoře), před ním (ve středu) Centre Court a nejblíže (dole) No. 2 Court. Pod centrem, nejvíce vlevo, je No. 3 Court. Mezi centrem a kurtem č.1 vpravo je muzeum při ulici Church Road.

Premiérový ročník žen vyhrála v roce 1884 jednadvacetiletá Maud Watsonová, která titul následující sezónu obhájila. V roce 1886 ve vyzývacím finále však podlehla průkopnici tenisu Blanche Bingleyové, jež završila svou nadvládu šestým titulem v roce 1900. Ještě v sezóně 1912, kdy jí bylo 48 let, došla do semifinále. Další velkou postavou první éry byla Lottie Dodová, která si připsala debutový triumf roku 1887 a poslední pátý pak v sezóně 1893. Do současnosti je držitelkou ženského věkového primátu jako nejmladší vítězka, když jí při premiérové výhře bylo pouhých 15 let a 285 dnů. Ani jedinkrát nepoznala ve Wimbledonu hořkost porážky.
Nejlepší hráčkou předválečné etapy se stala technicky vyspělá Dorothea Douglassová Chambersová, která zde triumfovala sedmkrát, poprvé 1903 a naposledy 1914. V roce 1927 se ve svých 47 letech probojovala do semifinále ženské i smíšené čtyřhry. V sezónách 1905 a 1907 byla ve vyzývacím finále poražena první zahraniční šampiónkou Američankou May Suttonovou. Ženy do příchodu dvacátého století hrály výhradně od základní čáry. K několika výjimkám patřila Charlotte Cooperová s pěti tituly, která praktikovala voleje s náběhem na síť.
Turnaj se během první (1915–1918) a druhé světové války (1940–1945) nekonal.

### Od 1922: Otevřený systém – vítězové hrají první kolo
Prvního ročníku po válečném přerušení se v roce 1919 zúčastnilo již 128 tenistů. Odráželo to růst prestiže a zvyšující se mezinárodní zájem. Hráči přišli s požadavkem na ukončení systému tzv. vyzývacího finále, který byl praktikován také v Davis Cupu, a jenž neúměrně zvýhodňoval obhájce titulu. Žádost byla vyslyšena v roce 1921 a od sezóny 1922 musí obhájce nastupovat jako všichni další soutěžící do prvního kola. Systém nasazování tenistů se začal uplatňovat od roku 1927.
Původní tenisový areál v ulici Worple Road s celkovou kapacitou 7 000 míst byl již kapacitně nevyhovující, a proto anglický král Jiří V. slavnostně otevřel roku 1922 nový asi tisíc metrů vzdálený tenisový stadión na Church Road, dějiště konání grandslamu až do současnosti.

#### 1919–1939: Éra Lenglenové a Willsové Moodyové

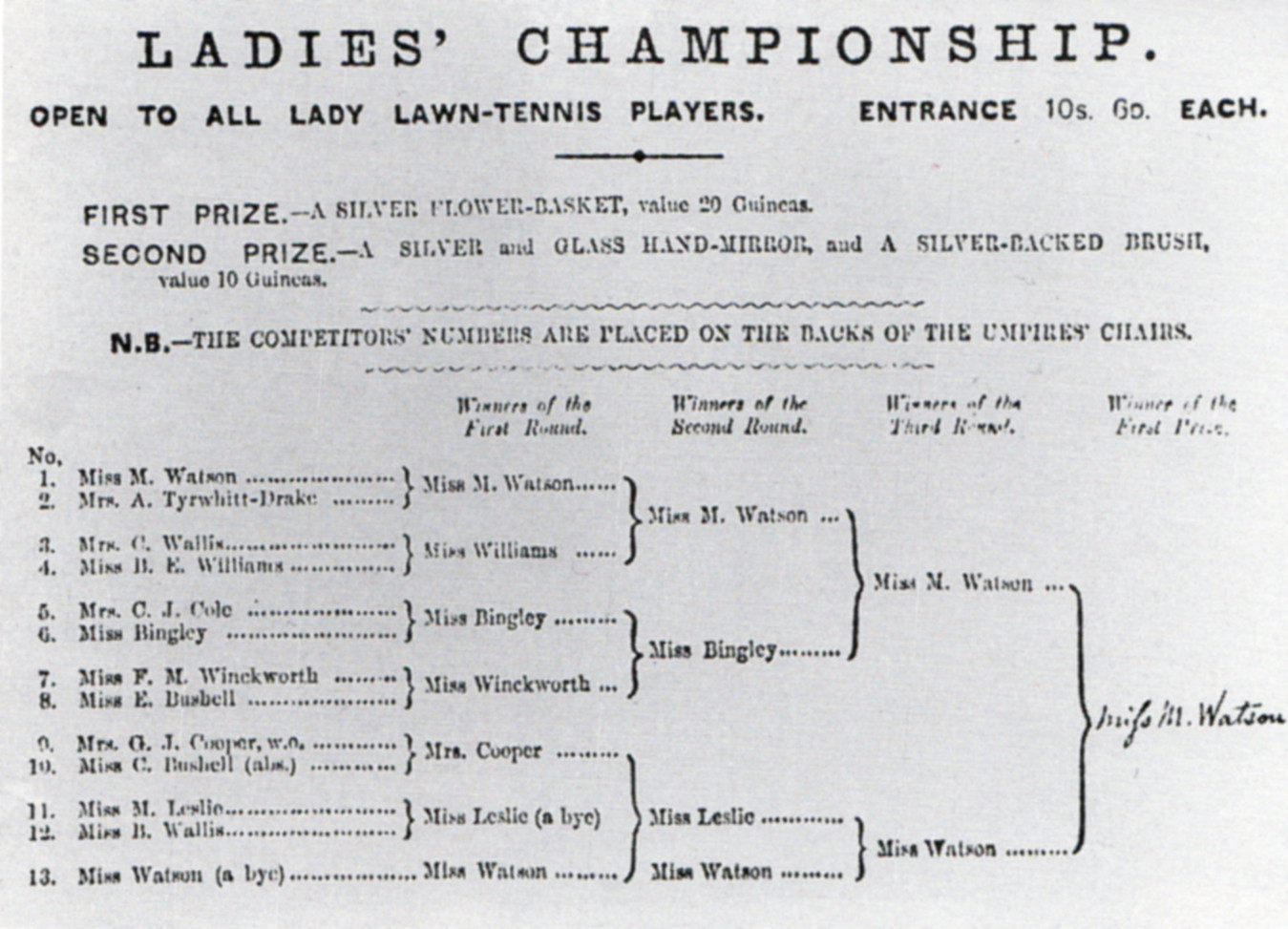
Pavouk prvního ročníku ženské dvouhry v sezóně 1884. Vítězná Maud Watsonová obdržela stříbrný košík na květiny v hodnotě 20 guineí

V meziválečném období se do historie ženské části zapsaly především dvě hráčky. Nejdříve šestinásobná vítězka z let 1919–1923 a 1925 Francouzka Suzanne Lenglenová, jež po technické stránce předstihla vývoj tenisu o dvě desetiletí. První její finále se roku 1919 stalo jedním z největších zápasů celé historie Wimbledonu. Nastoupila v něm proti sedminásobné šampiónce Dorothee Douglassové Chambersové. Bitva skončila těsným vítězstvím Francouzky v poměru 10–8, 4–6 a 9–7, když úspěšně odvrátila dva mečboly. V roce 1920 se pak stala první tenistkou, která triumfovala ve všech třech soutěžích – dvouhře, ženské i smíšené čtyřhře a tento výsledek zopakovala ještě dvakrát v letech 1922 a 1925.
Na londýnské trávě nepoznala Lenglenová nikdy porážku. V roce 1924 před semifinále odstoupila pro nemoc. V sezóně 1926 pak došlo k nedorozumění znamenající její definitivní opuštění Wimbledonu. Hlavní rozhodčí turnaje J. Burrow nenasadil její zápas na centrkurt, kde byla očekávána přítomnou královnou Marií a davy fanoušků. Uražená Francouzka následně nenastoupila do utkání třetího kola a odjela domů. Nedlouho poté přestoupila k profesionálkám.
Poté grandslam ovládla Američanka Helen Willsová Moodyová, která v letech 1927 až 1938 zaznamenala osm titulů, rekordní počet výher překonaný až v 90. letech Martinou Navrátilovou. Na turnaji prohrála jen jeden zápas, a to při své premiérové účasti roku 1924 ve finále s Kathleen McKaneovou Godfreeovou. Úhrnem tak z 56 utkání 55krát zvítězila, když v nich ztratila pouze tři sety. Proti Lenglenové nastoupila jedinkrát v kariéře, roku 1926 na turnaji v Cannes, kde jí podlehla 3–6 a 6–8. Provozovala celodvorcový styl od základní čáry. Nevynikala pohyblivostí, ale výjimečnou se stala její úderová přesnost, kterou si vydobyla převahu nad soupeřkami. Pro vysokou koncentrovanost na hru a klidný dojem na okolí získala přezdívku „Pokerová tvář“. Roku 1939 poprvé triumfovala představitelka nového útočného stylu tzv. volej-servis Alice Marbleová.

#### 1920–1939: Čtyři mušketýři, Perry a Budge
V mužské soutěži meziválečného období se prosadili francouzští „čtyři mušketýři“, když Jean Borotra, René Lacoste a Henri Cochet zvítězili v šesti po sobě jdoucích ročnících 1924–1929.

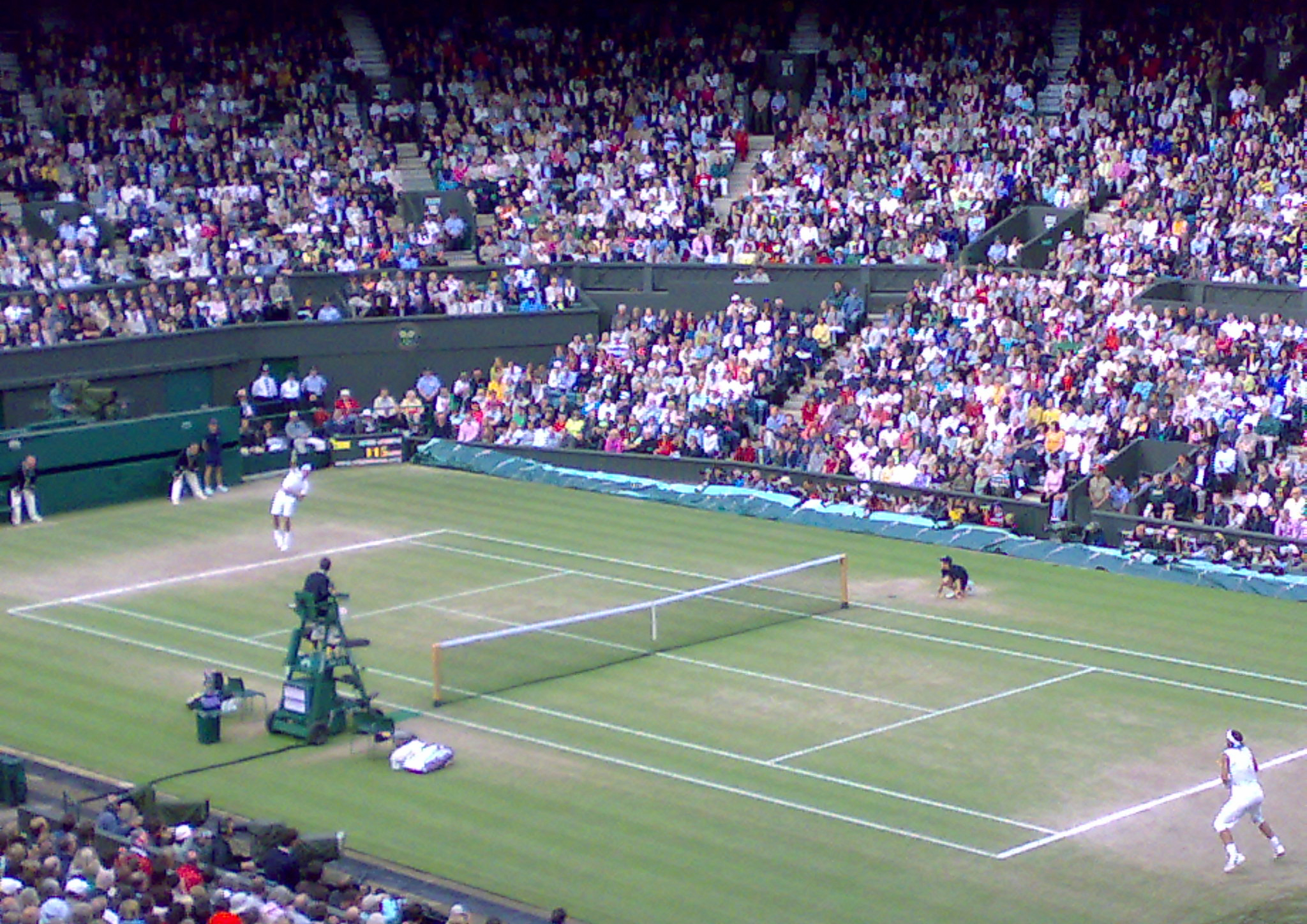
Finále dvouhry 2008: Federer–Nadal

Čtvrtý z mušketýrů Jacques Brugnon vyhrál čtyřikrát mužskou čtyřhru. V letech 1920 a 1921 triumfoval Američan Bill Tilden, který do Londýna přijel opět roku 1927. Cochet jej tehdy vyřadil v semifinále, přestože s Američanem prohrával již 2–6, 4–6 a 1–5. Následně si však připsal 17 míčů bez ztráty a set otočil na 7–5. Zbylé dva vyhrál a postoupil do finále. V něm opět na Borotru dotahoval ztrátu 0:2 na sety. V rozhodujícím pátém dějství soupeř vedl 5–2, ale nedokázal proměnit žádný z šesti mečbolů, čímž Cochetovi umožnil získat první ze dvou wimbledonských titulů. Roku 1928 porazil Tildena v semifinále Lacoste a následující sezónu pro změnu opět Cochet. Až v roce 1930 se 37letý Američan dočkal třetího vítězství, když v boji o titul zdolal krajana Wilmera Allisona.
Roku 1931 se poprvé a dosud naposledy neodehrálo finále dvouhry a pohár připadl devatenáctiletému Američanu Sidneymu Woodovi, jehož soupeř Frank Shields si poranil koleno.
Pětisetové finále mezi Australanem Jackem Crawfordem a Američanem Ellsworthem Vinesem odehrané v roce 1933 vyhodnotila odborná veřejnost jako nejlepší v uplynulé historii grandslamu. Roku 1937 zejména díky vynikajícímu liftovanému bekhendu triumfoval Američan Don Budge a jako první mužský tenista vyhrál všechny tři soutěže najednou – dvouhru a mužskou i smíšenou čtyřhru. V sezóně 1938 obhájil titul bez ztráty setu a stal se prvním hráčem historie tenisu, který získal „čistý grandslam“. Třikrát v řadě odešel z finále poražen Němec Gottfried von Cramm, čímž byl označen za nejlepšího tenistu, který nikdy nezískal wimbledonskou trofej. Američan Bobby Riggs navázal na Budge roku 1939, když také zvítězil ve všech třech soutěžích.

#### 1946–1968: Poválečná éra a nástup Australanů

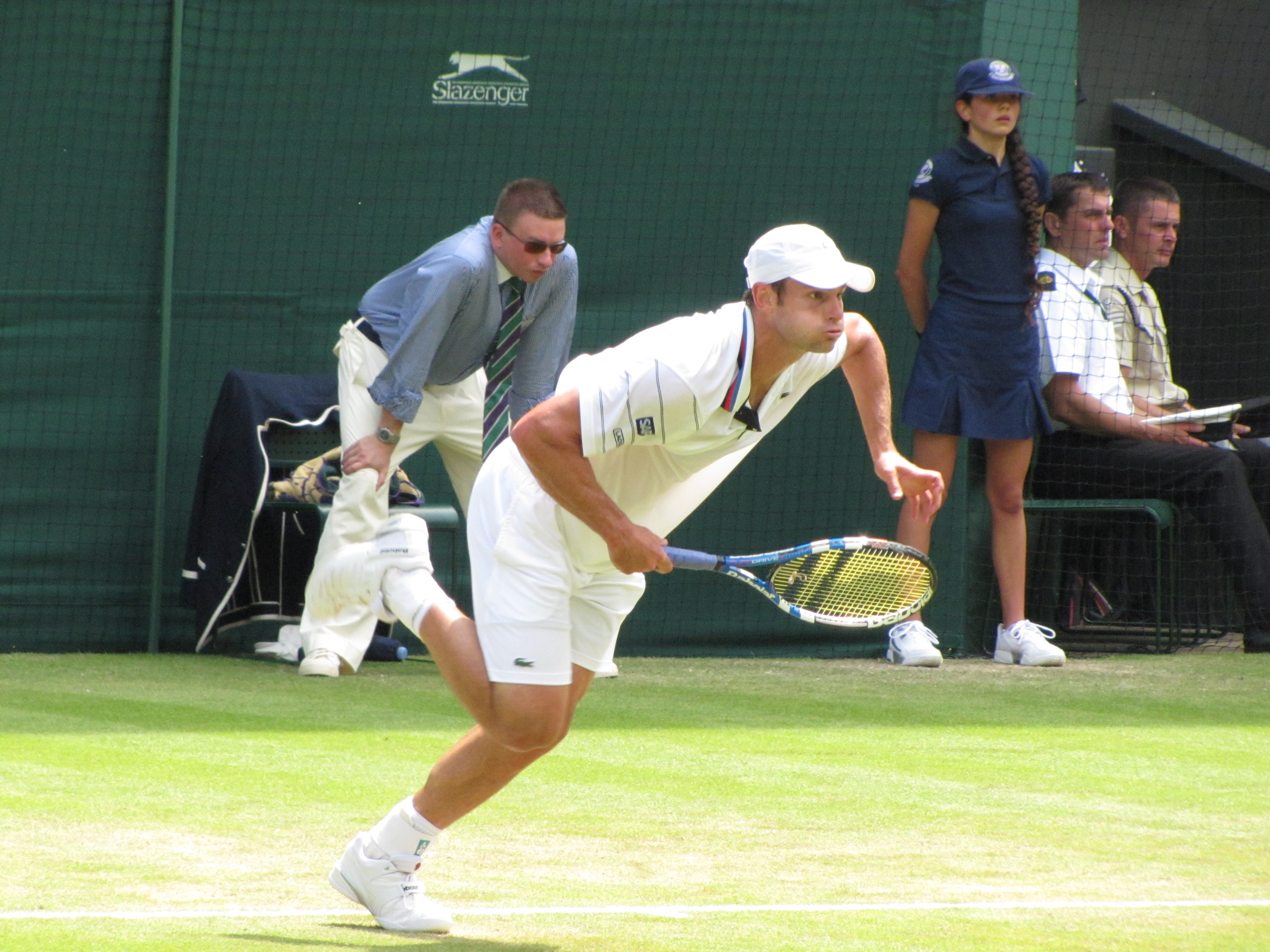
Andy Roddick – trojnásobný finalista dvouhry

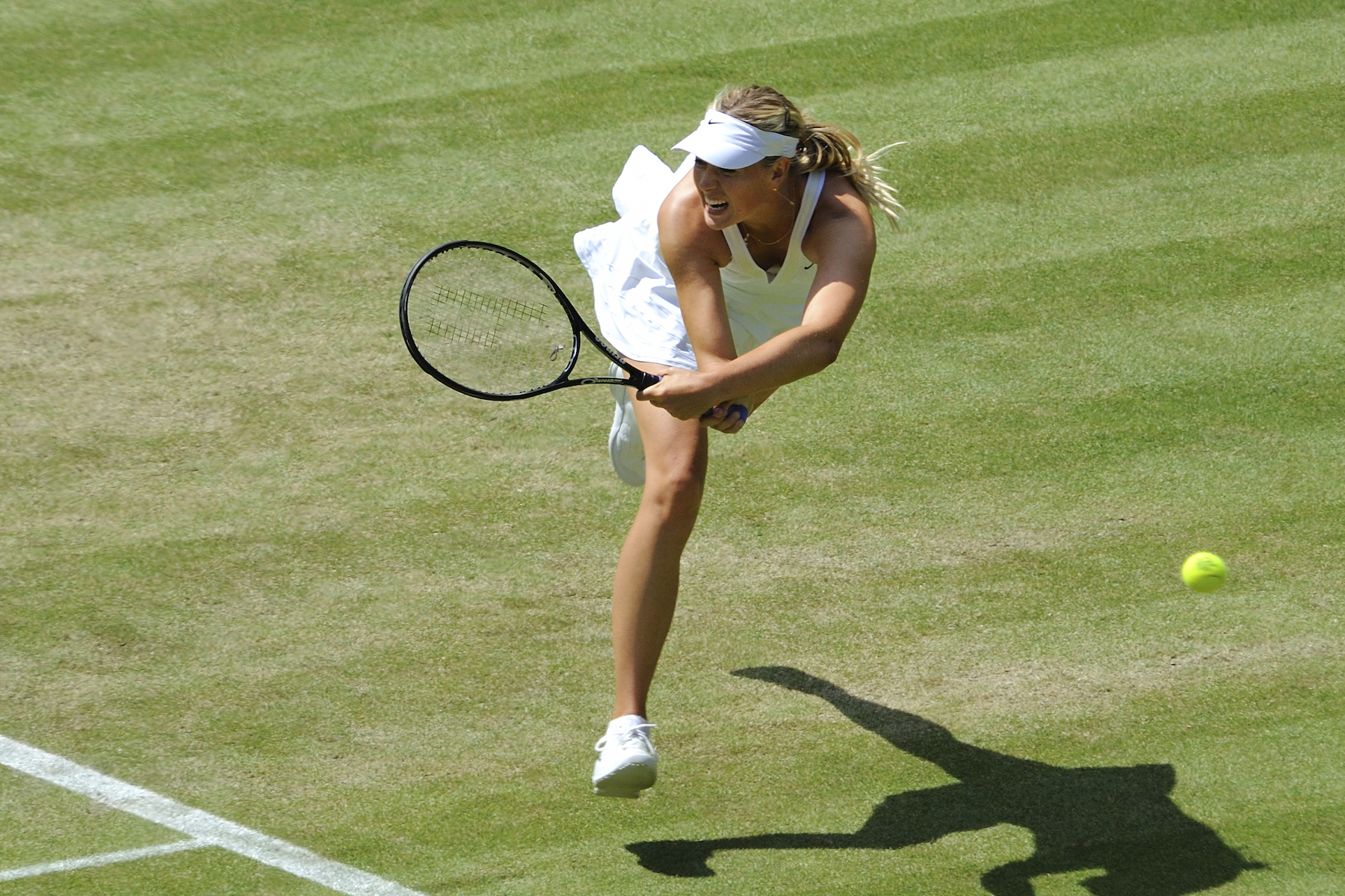
Maria Šarapovová – šampiónka dvouhry 2004

Nejlepší tenista prvních let po druhé světové válce Američan Jack Kramer, praktikující styl servis-volej, získal titul v roce 1947. Vytvořil rekord v nejmenším počtu ztracených her v konkrétním ročníku, když jich v sedmi kolech prohrál pouze 37 a v posledním utkání proti Tomovi Brownovi zvítězil za 48 minut 6–1, 6–3 a 6–2. Po triumfu odešel z amatérského tenisu. Do konce 50. let si připsalo wimbledonskou výhru dalších šest Američanů a jediným úspěšným obhájcem této éry se stal Australan Lew Hoad, šampión z let 1956 a 1957. V sezóně 1952 vyhrál jako třetí tenista v historii a do současnosti poslední hráč všechny tři soutěže Australan Frank Sedgman. Roku 1959 získal premiérový titul Jihoameričan, konkrétně Peruánec Alex Olmedo, když v boji o titul porazil nastupující hvězdu s technicky dobře vybaveného Roda Lavera. Tento Australan pak v 60. letech triumfoval čtyřikrát, podruhé v roce 1962 získal jako druhý tenista historie „čistý grandslam“. V období 1956–1971 Australané zvítězili ve třinácti ze šestnácti ročníků. K Laverovi přidali tři tituly John Newcombe, dva Roy Emerson a představitel výbušného silového stylu Lew Hoad a po jednom pak Ashley Cooper a Neale Fraser.
Mezi ženami se od 50. let na rychlé trávě začaly prosazovat útočné hráčky se stylem servis-volej. Výjimkou se stala Američanka malého vzrůstu Maureen Connollyová, která soupeřky drtila výborným pohybem a kontraúdery od základní čáry přecházela z defenzivy do útoku. Mezi lety 1952–1954 si připsala tři vítězství v řadě. Druhý titul roku 1953 přispěl k tomu, že na konci sezóny získala ve věku 18 let jako první žena historie tenisu „čistý grandslam“. Její tenisovou kariéru však předčasně ukončil pád z koně, při němž utrpěla zlomeninu, která znamenala konec aktivní kariéry.
První černoškou vítězkou se stala Američanka Althea Gibsonová, která triumfovala v letech 1957 a 1958. Až Brazilka Maria Buenová v roce 1959 přerušila sérii čtrnácti titulů amerických hráček v řadě. Od roku 1963 ovládly dvorce All England Clubu dvě velké postavy světového tenisu praktikující útočnou hru – Australanka Margaret Courtová se třemi singlovými tituly z celkových deseti wimbledonských a Američanka Billie Jean Kingová, která vyhrála šestkrát dvouhru a celkem s dvaceti tituly se stala nejúspěšnější hráčkou Wimbledonu, když překonala Elizabeth Ryanovou. Tato americká tenistka dosáhla na dvanáct výher v ženské a na sedm ve smíšené čtyřhře. Courtová v roce 1970 zaznamenala jako druhá tenistka „čistý grandslam“, když zvítězila na všech čtyřech událostech velké čtyřky.

## Open éra

### Dominantní Laver, Borg a Kingová
Po French Open 1968 se Wimbledon stal historicky druhým otevřeným turnajem velké čtyřky. Australian Open umožnil přístup profesionálům až následující sezónu 1969.

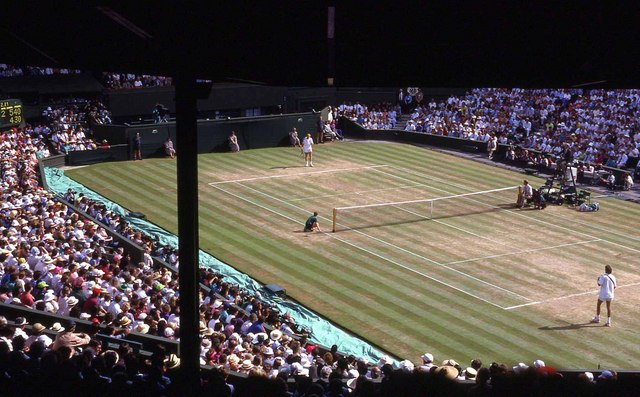
Mečbol Michaela Sticha ve finále dvouhry 1991

Prvním wimbledonským vítězem turnaje, do něhož měli přístup amatéři i profesionálové, se mezi muži stal Rod Laver, který v sezóně 1963 přestoupil k profesionálům a nemohl se tak předchozích ročníků účastnit. Mezi ženami pak vyhrála Američanka Billie Jean Kingová, pro niž titul představoval třetí triumf v řadě. Laver svou dominanci potvrdil roku 1969, kdy si jako jediný tenista historie připsal druhý „čistý grandslam“ kariéry. Jeho největším soupeřem na okruhu byl krajan Ken Rosewall, jemuž se přes čtyři finálové účasti nikdy nepodařilo zvednout wimbledonský pohár nad hlavu. Po Němci von Crammovi tak převzal označení nejlepšího tenisty, který v Londýně ani jednou nevyhrál. V roce 1969 si titul připsala Britka Ann Haydonová-Jonesová. Do roku 1970 musel vítěz sady dosáhnout rozdílu dvou gamů. V roce 1971 byl zaveden standardní tiebreak, v němž byl hráč nucen získat alespoň sedm míčů při minimálním dvoubodovém rozdílu. V sezónách 1971–1978 byla zkrácená hra uplatňována až za stavu 8–8 na gamy. Od roku 1979 se koná při poměru her 6–6. Do roku 2019 nebyl tiebreak hrán v rozhodujícím setu.
V roce 1973 došlo ke stávce 81 hráčů nově vzniklé organizace ATP v souvislosti s „Piličovou aférou“. V soutěži byli nahrazeni náhradníky a šťastnými poraženými. Turnaj ovládl Čechoslovák Jan Kodeš po finálové výhře nad nejlepším tenistou sovětské éry Alexem Metrevelim a stal se tak jediným šampiónem z Východního bloku. Návštěvnost grandslamu i přes absenci nejlepších dosáhla druhé nejvyšší míry v historii. V roce 1974 následoval premiérový titul Američana Jimmyho Connorse, jenž ve čtvrtfinále porazil obhájce titulu Kodeše. Ve finále zdolal již 40letého Rosewalla a stal prvním vítězem plně praktikujícím obouručný bekhend. Druhou výhru pak přidal za osm let po pětisetové bitvě s krajanem Johnem McEnroem. Oba Američané byli leváci. Před nimi titul získali pouze čtyři levorucí hráči – Norman Brookes, Jaroslav Drobný, Neale Fraser a Rod Laver.

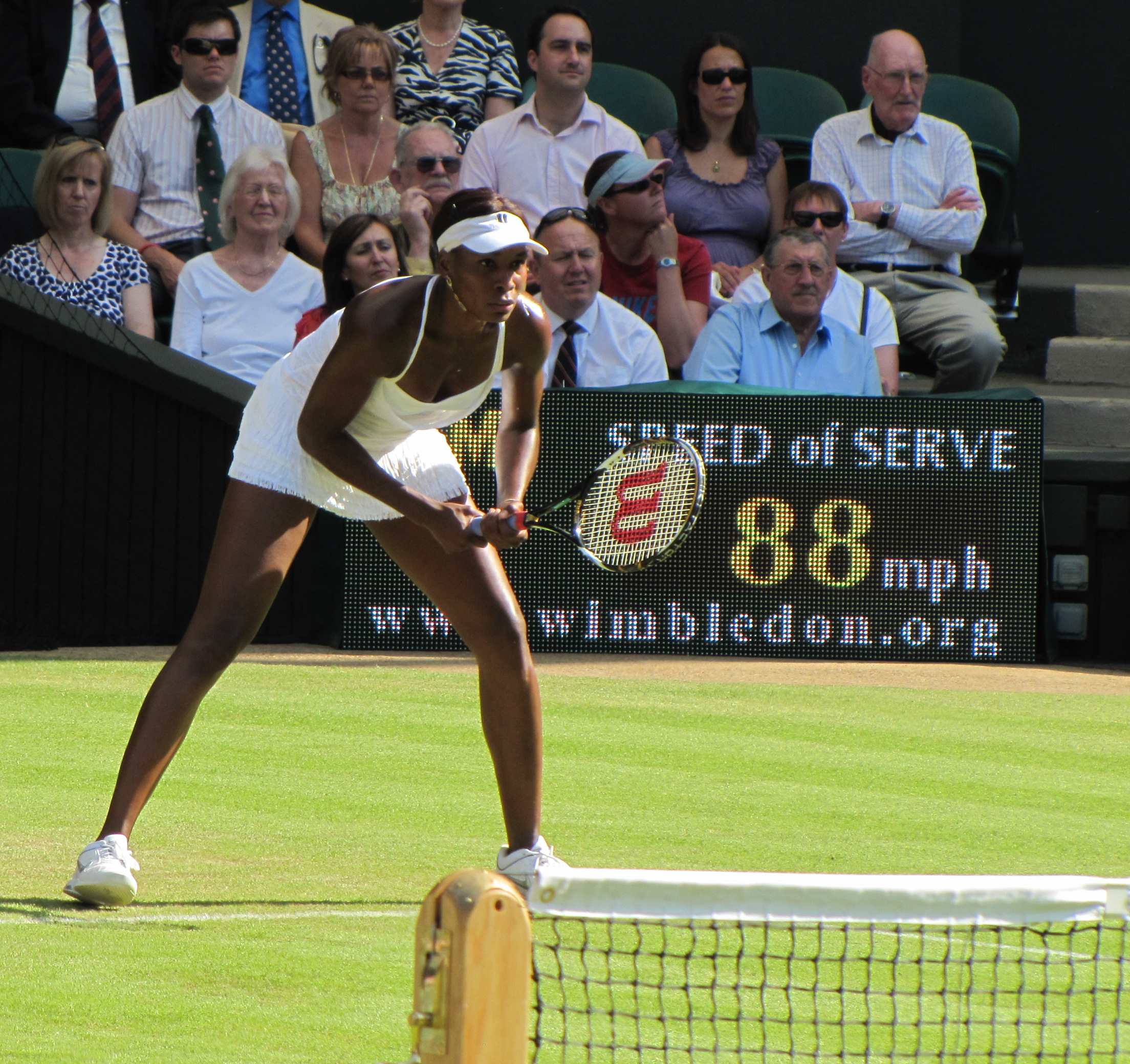
Venus Williamsová získala pět titulů ve dvouhře a šest v ženské čtyřhře

Roku 1975 Connors nestačil na prvního černošského vítěze, krajana Arthura Ashe. Následných pět ročníků 1976–1980 ovládl mladý Švéd Björn Borg, který vyhrál poprvé ve 20 letech a zapsal se dějin Wimbledonu jako jeden z nejlepších hráčů. Roku 1977 projevil talent americký dorostenec John McEnroe, který se z kvalifikace probojoval až do semifinále, v němž nestačil na Connorse. V boji o titul pak na sebe narazily dvě největší osobnosti tohoto období – Borg a Connors. Přes agresivní nátlakovou hru Američana triumfovala švédská trpělivost a přesně umisťované míče, když Seveřan zaznamenal menší počet nevynucených chyb. Borgova neporazitelnost ve 41 utkáních skončila až v sezóně 1981, když ve finále nestačil na bouřliváka McEnroea, který mu oplatil předchozí finálovou porážku. V letech 1983 a 1984 získal americký hráč další dva tituly.
V roce 1974 vyhrála první ze tří titulů 19letá Američanka Chris Evertová s celodvorcovým stylem, která herním pojetím připomínala Courtovou. Billie Jean Kingová roku 1975 oznámila, že se jedná o její poslední start ve dvouhře a čtrnáct let po prvním titulu v ženské čtyřhře má v úmyslu zakončit londýnskou účast opět titulem z dvouhry, což se také stalo. Ve finále smetla Evonne Goolagongovou po setech 6–0 a 6–1. Nejednalo se však o poslední ročník s její účastí, když se následně ještě čtyřikrát probojovala do čtvrtfinále a dvakrát do semifinále. Při stém výročí grandslamu v roce 1977 překvapivě zvítězila dosud poslední Britka Virginia Wadeová po finálové výhře nad Nizozemkou Betty Stöveovou. Stříbrnou mísu jí předala anglická panovnice Alžběta II., která na Wimbledon zavítala opět až v roce 2010.

### Éra Navrátilové a Grafové
V letech 1977 a 1978 triumfovala původně československá tenistka Martina Navrátilová, která již startovala za Spojené státy. Zahájila tak rekordní sérii devíti singlových výher.
Devět let od svého debutového titulu si roku 1980 překvapivě připsala druhé vítězství Australanka Evonne Goolagongová-Cawleyová, která předtím třikrát odešla poražena z boje o titul. V letech 1982–1987 získala dalších šest trofejí Navrátilová, na jejíž raketě třikrát ve finále skončila Chris Evertová. V sezónách 1988 a 1989 již sama odešla z finále poražena poté, co nestačila na nastupující německou tenisovou hvězdu Steffi Grafovou. Němka získala celkem sedm wimbledonských titulů a patří ji historicky třetí místo za Navrátilovou a Helen Willsové Moodyové. V roce 1988 Grafová navíc zkompletovala jako jediná tenistka historie tzv. Golden Slam, když vedle čtyř Grand Slamů triumfovala i na Letních olympijských hrách v Soulu.
V sezóně 1990 Navrátilová završila rekordní sérii ziskem deváté mísy Venus Rosewater. Jubilejní desátý titul se jí nepodařilo již vyhrát. Nejblíže k němu byla roku 1994, kdy ve finále podlehla jediné španělské wimbledonské šampiónce v historii Conchitě Martínezové. Vedle devíti titulů ve dvouhře Navrátilová získala sedm výher v ženské a čtyři ve smíšené čtyřhře. Tím spolu drží rekord 20 wimbledonských triumfů s Billie Jean Kingovou.

### Éra Samprase, Federera a Djokoviće

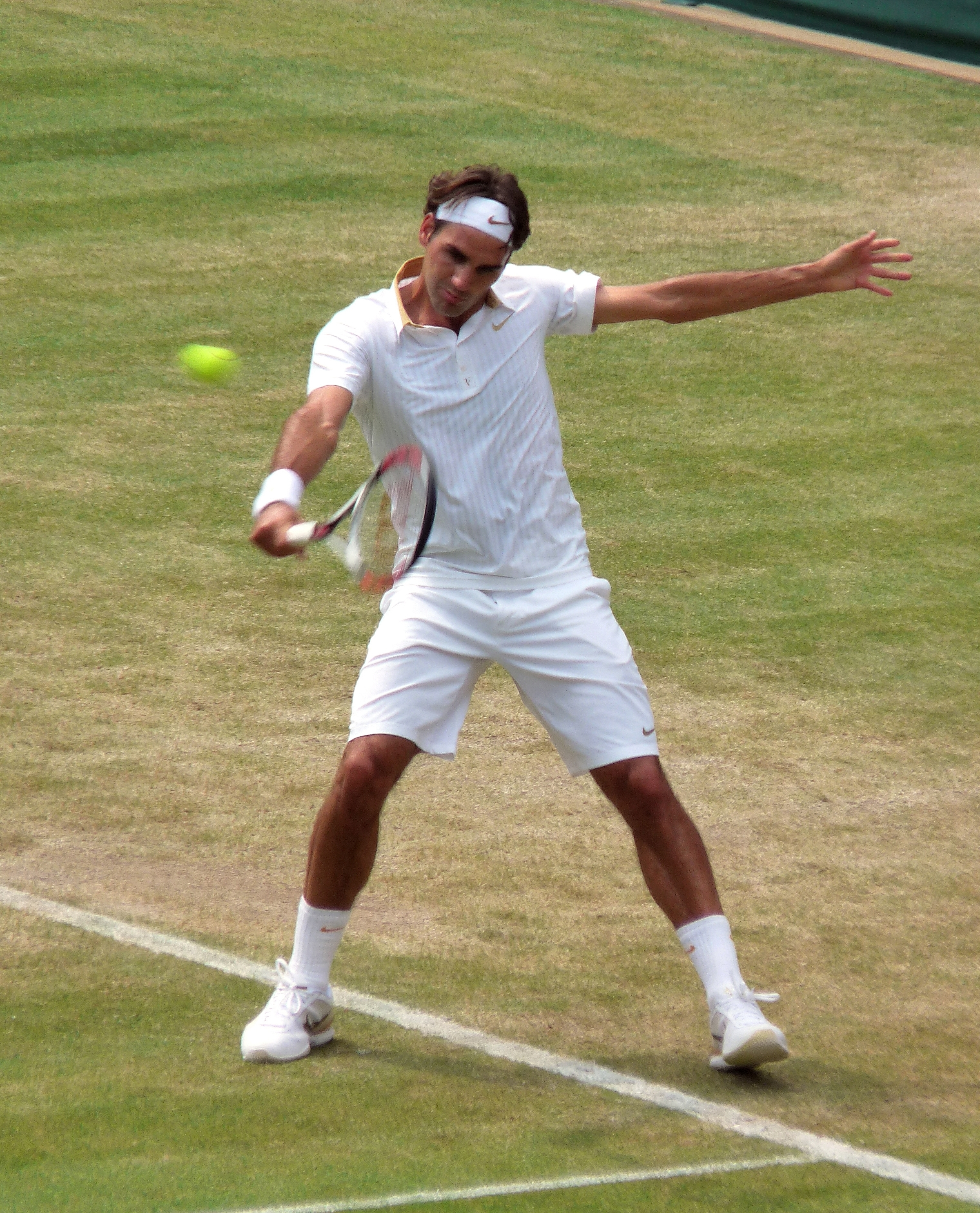
Roger Federer vyhrál jako jediný mužskou dvouhru osmkrát

V roce 1985 vyhrál mužskou dvouhru německý junior Boris Becker a ve věku 17 let a 227 dnů se stal nejmladším vítězem historie turnaje. V následujícím ročníku 1986 titul obhájil poté, co ve finále přehrál Čecha Ivana Lendla a třetí trofej si připsal v roce 1989 nad Švédem Stefanem Edbergem, se kterým se opakovaně střetl v boji o titul. Seveřan zvítězil dvakrát v letech 1988 a 1990.
První hráč světa Ivan Lendl vyhrál na okruhu zbylé tři grandslamy. Ve Wimbledonu navázal na tradici Kena Rosewalla, když jako nejlepší hráč na londýnské trávě nikdy nezvítězil. Roku 1992 si jediný titul připsal výstřední Američan Andre Agassi, který v semifinále přešel přes Johna McEnroea, startujícího v All England Clubu naposledy, a ve finále si poradil s Chorvatem Goranem Ivaniševićem. Agassi dva ročníky turnaje vynechal poté, co mu pořadatelé nepovolili obléknout džínové kraťasy.
Od roku 1993 nastoupil na wimbledonský trůn Američan Pete Sampras, který se zapsal do historie rekordními sedmi tituly, když do roku 2000 jeho sérii výher přerušil pouze Nizozemec Richard Krajicek v sezóně 1996. Sedm výher nasbíral v 19. století také William Renshaw, který ovšem od druhého titulu odehrál vždy jen jediný zápas v konkrétním ročníku díky tzv. vyzývacímu finále. Konkurence tehdejších hráčů byla nepoměrně nižší. K Samprasovu výkonu tak bylo možné přirovnat pouze pět titulů Borga.

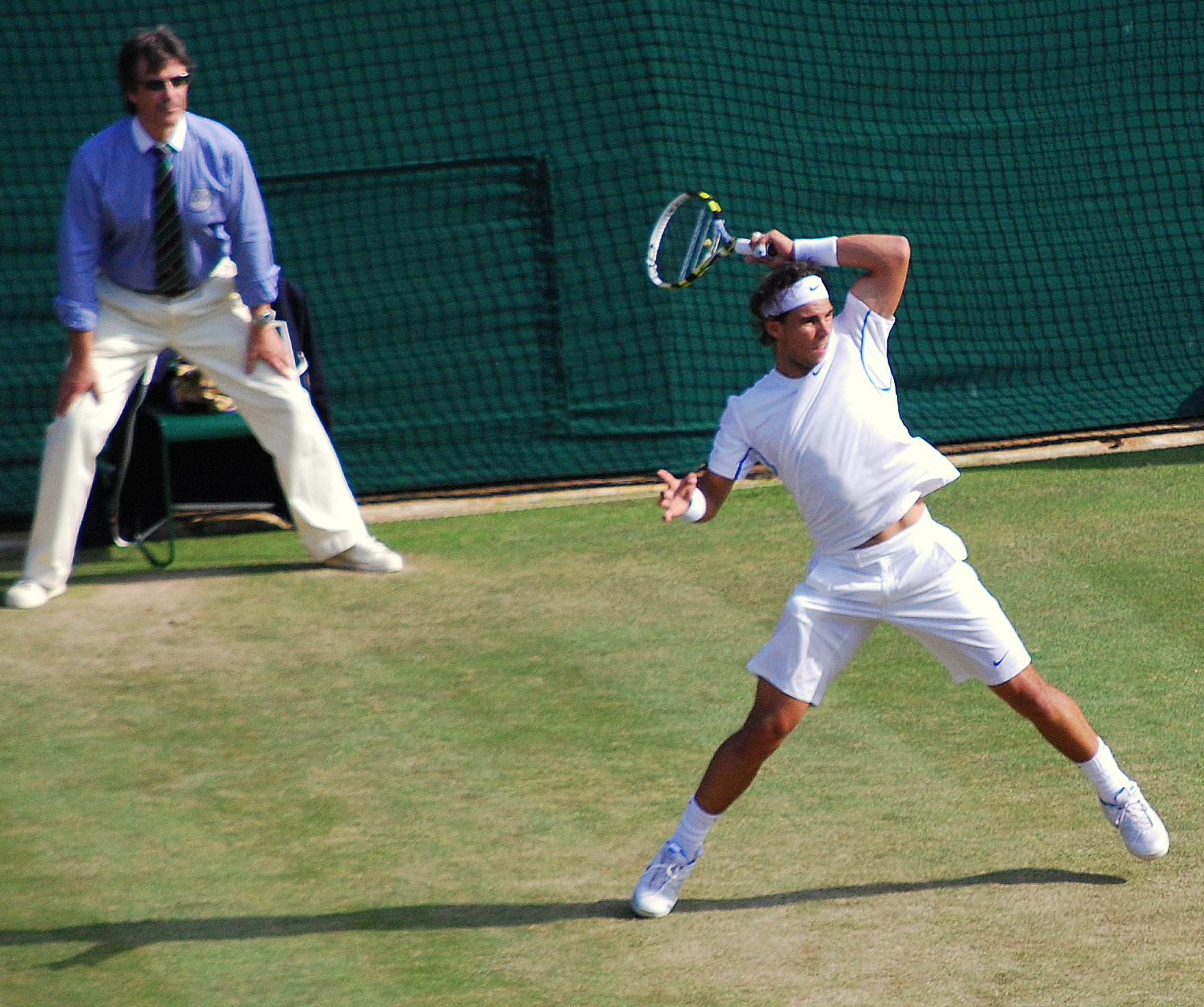
Rafael Nadal – šampión dvouhry 2008 a 2010

Po třech prohraných finále z let 1992, 1994 a 1998 se titulu také dočkal Goran Ivanišević praktikující dělové podání a volejovou hru na síti. V roce 2001 od pořadatelů obdržel divokou kartu. V boji o titul přehrál v pětisetovém klání Australana Patricka Raftera a stal se jediným wimbledonským vítězem, který nastoupil na divokou kartu. Po Cashově vítězství v roce 1987 se dalším Australanem, jenž zdvihl pohár nad hlavu, stal Lleyton Hewitt, když vyhrál ročník 2002. Od sezóny 2003 pak začala nadvláda Švýcara Rogera Federera, který zopakoval Borgův výkon pěti titulů v řadě. Po prohraném finále se španělským hráčem Rafaelem Nadalem v roce 2008, se opět vrátil na wimbledonský trůn v sezóně 2009 poté, co ve třetí finálové bitvě hrané na pět setů v řadě, porazil Andyho Roddicka. V roce 2010 sehráli v úvodním kole nejdelší tenisové utkání historie John Isner a Nicolas Mahut. Po 11 hodinách a 5 minutách vyhrál Isner výsledkem 6–4, 3–6, 67–7, 7–63 a 70–68. V roce 2012 Federer dosáhl na sedmý titul, když ve finále přehrál Brita Andy Murrayho a vyrovnal tak Samprasův rekord. O pět let později, ve Wimbledonu 2017, pak basilejský rodák získal jako první muž osmou trofej. Srb Novak Djoković vybojoval v roce 2022 sedmou trofej. Po Borgovi, Samprasovi, Federerovi a Nadalovi se stal pátým tenistou otevřené éry se čtyřmi tituly z jediného grandslamu v řadě. Dvacátým prvním grandslamem figuroval na druhé příčce historických statistik. Již výhrou v úvodním kole se stal prvním tenistou historie, který na každém ze čtyř majorů vyhrál alespoň osmdesát zápasů.
Výraznými postavami mužské čtyřhry se v 90. letech stali Australané Todd Woodbridge a Mark Woodforde, kteří společně triumfovali v šesti ročnících, z toho pětkrát v řadě. Woodbridge navíc v letech 2002, 2003 a 2004 přidal další tři výhry se Švédem Jonasem Björkmanem.

### Dominance sester Sereny a Venus Williamsových

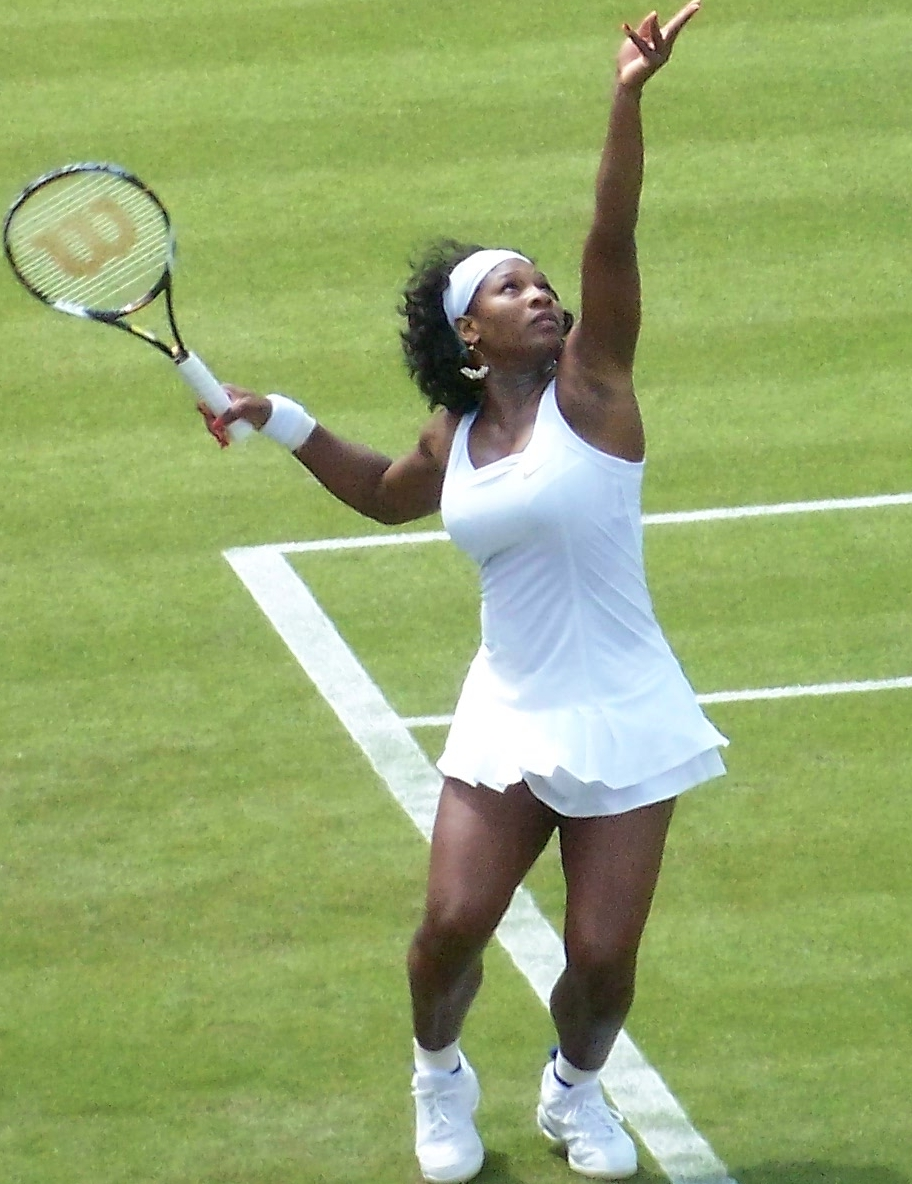
Serena Williamsová získala sedm titulů v ženské dvouhře, šest v ženské čtyřhře a jeden v mixu

V ženské dvouhře nastolily od roku 2000 dominanci americké sestry Venus a Serena Williamsovy, když si první z nich připsala pět a druhá sedm vítězství v ženské dvouhře. Čtyřikrát se také obě tenistky potkaly ve finále s bilancí výher 3–1 ve prospěch Sereny. Kromě toho sourozenkyně šestkrát triumfovaly v ženské čtyřhře a mladší Serena Williamsová získala i jeden titul ve smíšené čtyřhře.
Převahu sester Williamsových na londýnské trávě dokázaly v letech 2000–2016 přerušit pouze čtyři tenistky. 17letá ruská juniorka Maria Šarapovová vyhrála roku 2004. V sezóně 2006 triumfovala fyzicky dobře disponovaná Francouzka Amélie Mauresmová s agresivním herním stylem. V sezóně 2013 ji napodobila krajanka Marion Bartoliová. 
V roce 2009 byl zastřešen centrální dvorec. Wimbledon se po melbournském majoru stal druhým z grandslamů, který instaloval zatahovací střechu. Rada londýnského obvodu Merton schválila stavební povolení s podmínkou dodržování striktního zákazu hry po 23. hodině, aby nebyli nočními diváky rušeni obyvatelé londýnského obvodu. Wimbledon se tak od ročníku 2009 stal jediným grandslamem, kde jsou rozehrané zápasy po 23. hodině přerušeny. Nařízení bylo o dvě minuty porušeno při utkání Andyho Murrayho ve třetím kole 2012, který duel dohrál, a dvouminutové překročení následovalo i v rekordně dlouhém semifinále 2018 mezi Djokovićem a Nadalem, aby hráči dokončili tiebreak třetí sady a na dvorec se vrátili další den.
Ročník 2014 ovládla Češka Petra Kvitová a stala se osmou hráčkou otevřené éry, která vyhrála turnaj více než jednou, když si první trofej odvezla v sezóně 2011. Tehdejší závěrečný zápas soutěže znamenal historicky páté nejkratší finále wimbledonské dvouhry, v němž za 55 minut zdolala Kanaďanku Eugenii Bouchardovou. Serena Williamsová vybojovala šestou trofej v roce 2015 vítězstvím nad Španělkou Garbiñe Muguruzaovou. Podruhé v kariéře tak zkompletovala nekalendářní grandslam. Dne 1. července 2015 padl wimbledonský teplotní rekord, když rtuťový sloupec vystoupal na hodnotu 35,7 °C, čímž bylo překonáno stávající maximum 34,6 °C z 26. června 1976. Sedmý titul mladší ze sester Williamsových přidala v roce 2016, kdy se ve věku 34 let a 288 dní stala nejstarší šampionkou Grand Slamu otevřené éry. Dvacátým druhým grandslamovým vavřínem vyrovnala rekord open éry Němky Steffi Grafové. Premiéru v daném ročníku měly soutěže mužské i ženské dvouhry vozíčkářů a pro časový skluz byly poprvé hrány zápasy prvního a druhého kola mužské čtyřhry jen na dva vítězné sety namísto obvyklých tří.
V roce 2019 se konaly poprvé dvouhra a čtyřhra kvadruplegiků. V letech 2019–2021 byl hrán sedmibodový tiebreak v rozhodujících sadách zápasů, za stavu gamů 12–12. V roce 2022 se uskutečnilo sjednocení formátu konce rozhodujících setů na všech grandslamech. Za stavu her 6–6 v rozhodující sadě tak poprvé následoval tiebreak do 10 bodů, s minimálně dvoubodovým rozdílem. Premiéru měly také juniorské dvouhry v kategorii 14letých. V roce 2023 byl upraven dress code, pravidla oblékání pro ženy a dívky, jimž bylo umožněno nosit barevné spodní oblečení, kromě jinak striktně nařízeného bílého oděvu. Organizátoři vyslyšeli výtky směřující na úzkost hráček během menstruace, kdy se plně nesoustředily na výkon na dvorci.

## Poháry pro vítěze a finanční odměny

### Poháry pro vítěze

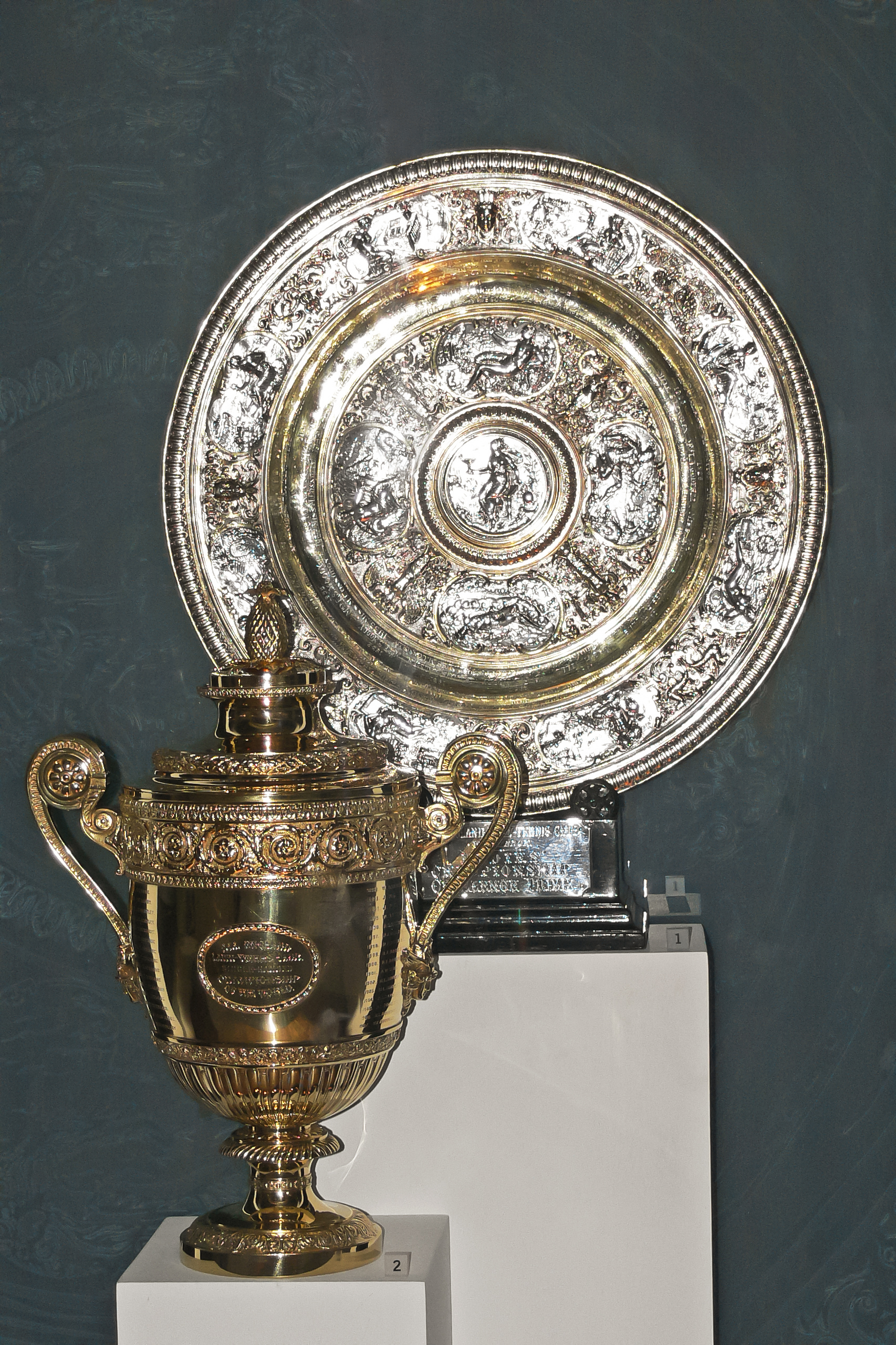
Gentlemen's Singles Trophy a mísa Venus Rosewater

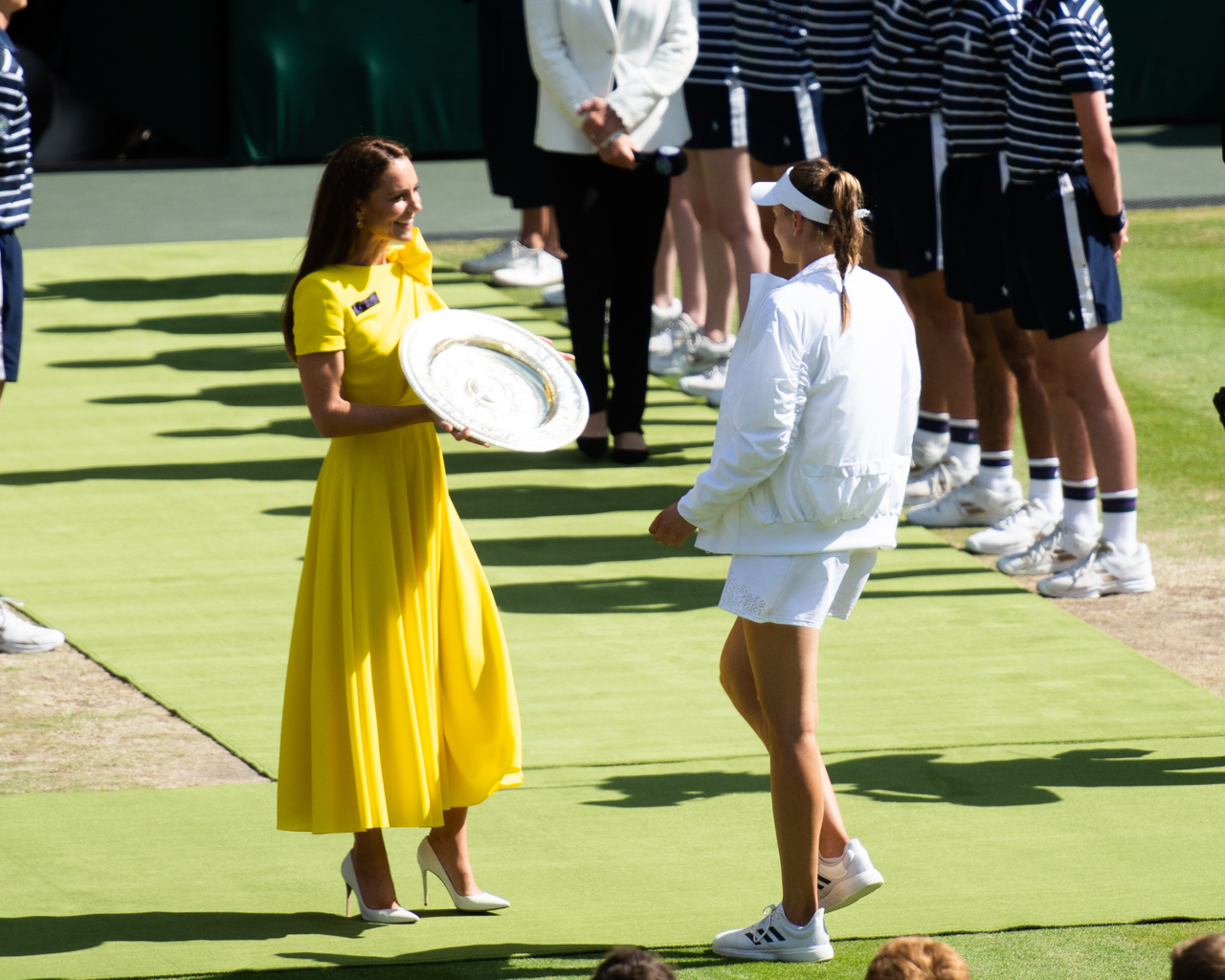
Vévodkyně Catherine předává mísu Venus Rosewater Jeleně Rybakinové, 2022

Všechny trofeje jsou vyrobeny z mincovního stříbra:
- vítězce ženské dvouhry náleží od roku 1886 „Ladies' Singles Trophy“ známá pod názvem „mísa Venus Rosewater“, pojmenovaná po růžovém oleji bohyně Venuše, v průměru má přes 46 centimetrů a obsahuje mytologické výjevy,
- vítězi mužské dvouhry náleží putovní pohár „Gentlemen's Singles Trophy“ udělovaný od roku 1887, když nahradil předtím udělované poháry „Field Cup“ (1877–1883) a „Challenge Cup“ (1884–1886), obsahuje jména všech vítězů, respektive od roku 2009, kdy již nebylo na poháru místo, byl opatřen černým podstavcem se stříbrným pásem, kde jsou uváděni další vítězové,
- vítězům mužské čtyřhry náleží od roku 1884 pohár „Gentlemen's Doubles Trophy“, který daroval Oxfordský univerzitní tenisový klub po přesunu čtyřhry do All England Clubu,
- vítězkám ženské čtyřhry náleží pohár „Ladies' Doubles Trophy“ známý jako „Duchess of Kent Challenge Cup“ (putovní pohár vévodkyně z Kentu), který roku 1949 darovala vévodkyně z Kentu princezna Marina, zastávající funkci prezidentky klubu,
- vítězům smíšené čtyřhry náleží putovní pohár „Mixed Doubles Trophy“, který klubu darovala rodina Sydneyho H. Smithe, dvojnásobného vítěze mužské čtyřhry z let 1902 a 1906.

Všichni vítězové získávají zmenšené tříčtvrteční repliky trofejí.

## Oficiální partneři
Oficiální partneři Wimbledonu.
- Slazenger, míče, od 1902 (žluté od 1986)
- Rolex, časomíra, od 1978
- IBM, informační technologie, od 1990
- Lanson, šampaňské, od 2001
- Ralph Lauren, oblečení, od 2006
- Evian, balená voda, od 2008
- Lavazza, káva, od 2011
- JLR: Range Rover, vozový park, od 2015
- Pimm's, ovocné koktejly, od 2017
- American Express, platební transakce, od 2019
- Keith Prowse, ubytovací služby, od 2019
- Sipsmith, gin, od 2021
- Babolat, struny, rakety a obuv, od 2022
- Vodafone, telekomunikace, od 2022
- Barclays, bankovní služby, od 2023
- Stella Artois, pivo, od 2023
- Emirates, letecká doprava, od 2024

## Dotace turnaje
Celková dotace Wimbledonu 2025 činila 53 500 000 liber, což představovalo meziroční nárůst o 7 %. Vyřazení v prvních kolech dvouher obdrželi 66 tisíc liber, znamenající navýšení vůči roku 2024 o 10 %. Vítězové získali 3 miliony liber, o 11 % vyšší částku než v předchozím ročníku.
| Soutěž                | vítězové    | finalisté   | semifinalisté | čtvrtfinalisté | 16 v kole | 32 v kole | 64 v kole | 128 v kole | Q3       | Q2       | Q1       |
| --------------------- | ----------- | ----------- | ------------- | -------------- | --------- | --------- | --------- | ---------- | -------- | -------- | -------- |
| Dvouhra mužů a žen    | 3 000 000 £ | 1 520 000 £ | 775 000 £     | 400 000 £      | 240 000 £ | 152 000 £ | 99 000 £  | 66 000 £   | 41 500 £ | 26 000 £ | 15 500 £ |
| Čtyřhra mužů a žen    | 680 000 £   | 345 000 £   | 174 000 £     | 87 500 £       | 43 750 £  | 26 000 £  | 16 500 £  | —          | —        | —        | —        |
| Smíšená čtyřhra       | 135 000 £   | 68 000 £    | 34 000 £      | 17 500 £       | 9 000 £   | 4 500 £   | —         | —          | —        | —        | —        |
| Dvouhra vozíčkářů     | 68 000 £    | 36 000 £    | 24 000 £      | 16 250 £       | 10 750 £  | —         | —         | —          | —        | —        | —        |
| Čtyřhra vozíčkářů     | 30 000 £    | 15 000 £    | 9 000 £       | 5 500 £        | —         | —         | —         | —          | —        | —        | —        |
| Dvouhra kvadruplegiků | 68 000 £    | 36 000 £    | 24 000 £      | 16 250 £       | —         | —         | —         | —          | —        | —        | —        |
| Čtyřhra kvadruplegiků | 28 000 £    | 14 000 £    | 9 000 £       | —              | —         | —         | —         | —          | —        | —        | —        |

Vysvětlivky
1. 1 2 3  Poražení v 1.–3. kole kvalifikace
2. 1 2 3 4  Částky v soutěžích čtyřher jsou uváděny na pár.

## Bodové hodnocení
Tabulka uvádí zisk bodů do žebříčku mužů (ATP) a žen (WTA).
| Soutěž       | vítězové | finalisté | semifinalisté | čtvrtfinalisté | 16 v kole | 32 v kole | 64 v kole | 128 v kole | QV | Q3 | Q2 | Q1 |
| ------------ | -------- | --------- | ------------- | -------------- | --------- | --------- | --------- | ---------- | -- | -- | -- | -- |
| Dvouhra mužů | 2000     | 1300      | 800           | 400            | 200       | 100       | 50        | 10         | 30 | 16 | 8  | 0  |
| Čtyřhra mužů | 2000     | 1200      | 720           | 360            | 180       | 90        | 0         | —          | —  | —  | —  | —  |
| Dvouhra žen  | 2000     | 1300      | 780           | 430            | 240       | 130       | 70        | 10         | 40 | 30 | 20 | 2  |
| Čtyřhra žen  | 2000     | 1300      | 780           | 430            | 240       | 130       | 10        | —          | —  | —  | —  | —  |

Vysvětlivky
1. ↑  Vítěz kvalifikačního kola postupující do dvouhry. Kvalifikantům se v případě prohry v prvním kole dvouhry započetla vyšší hodnota bodů za výhru v kvalifikaci namísto bodů určených pro poražené v úvodu dvouhry.
2. 1 2 3  Poražení v 1.–3. kole kvalifikace

## Vítězové 2025

### Finále soutěží
| Vítězové a finalisté Wimbledonu 2025 | Vítězové a finalisté Wimbledonu 2025    | Vítězové a finalisté Wimbledonu 2025 | Vítězové a finalisté Wimbledonu 2025 |
| Soutěž                               | vítězové                                | finalisté                            | výsledek                             |
| ------------------------------------ | --------------------------------------- | ------------------------------------ | ------------------------------------ |
| mužská dvouhra                       | Jannik Sinner                           | Carlos Alcaraz                       | 4–6, 6–4, 6–4, 6–4                   |
| ženská dvouhra                       | Iga Świąteková                          | Amanda Anisimovová                   | 6–0, 6–0                             |
| mužská čtyřhra                       | Julian Cash Lloyd Glasspool             | Rinky Hijikata David Pel             | 6–2, 7–6(7–3)                        |
| ženská čtyřhra                       | Veronika Kuděrmetovová Elise Mertensová | Sie Šu-wej Jeļena Ostapenková        | 3–6, 6–2, 6–4                        |
| smíšená čtyřhra                      | Sem Verbeek Kateřina Siniaková          | Joe Salisbury Luisa Stefaniová       | 7−6(7−3), 7−6(7−3)                   |

### Galerie vítězů

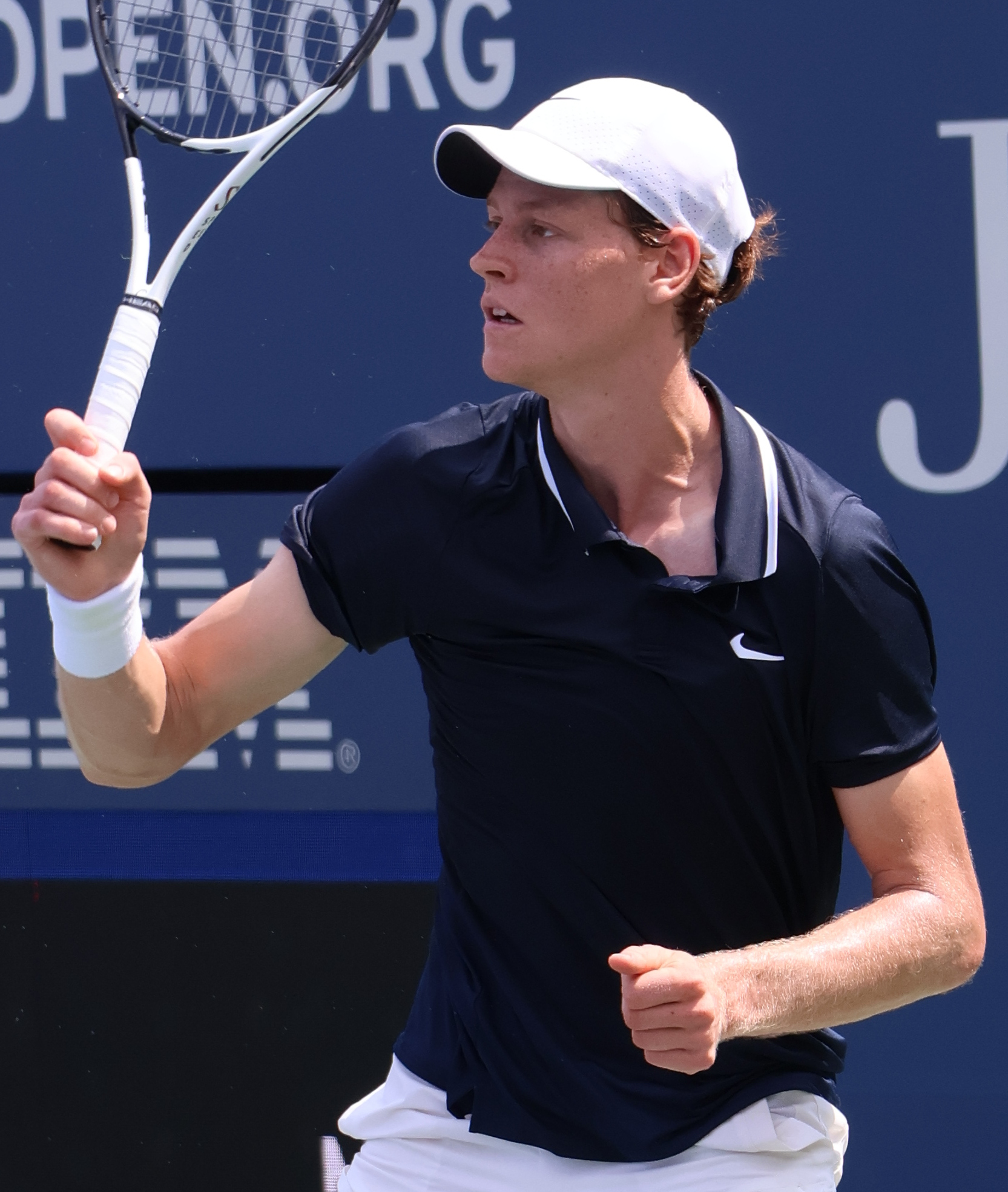
Jannik Sinner mužská dvouhra
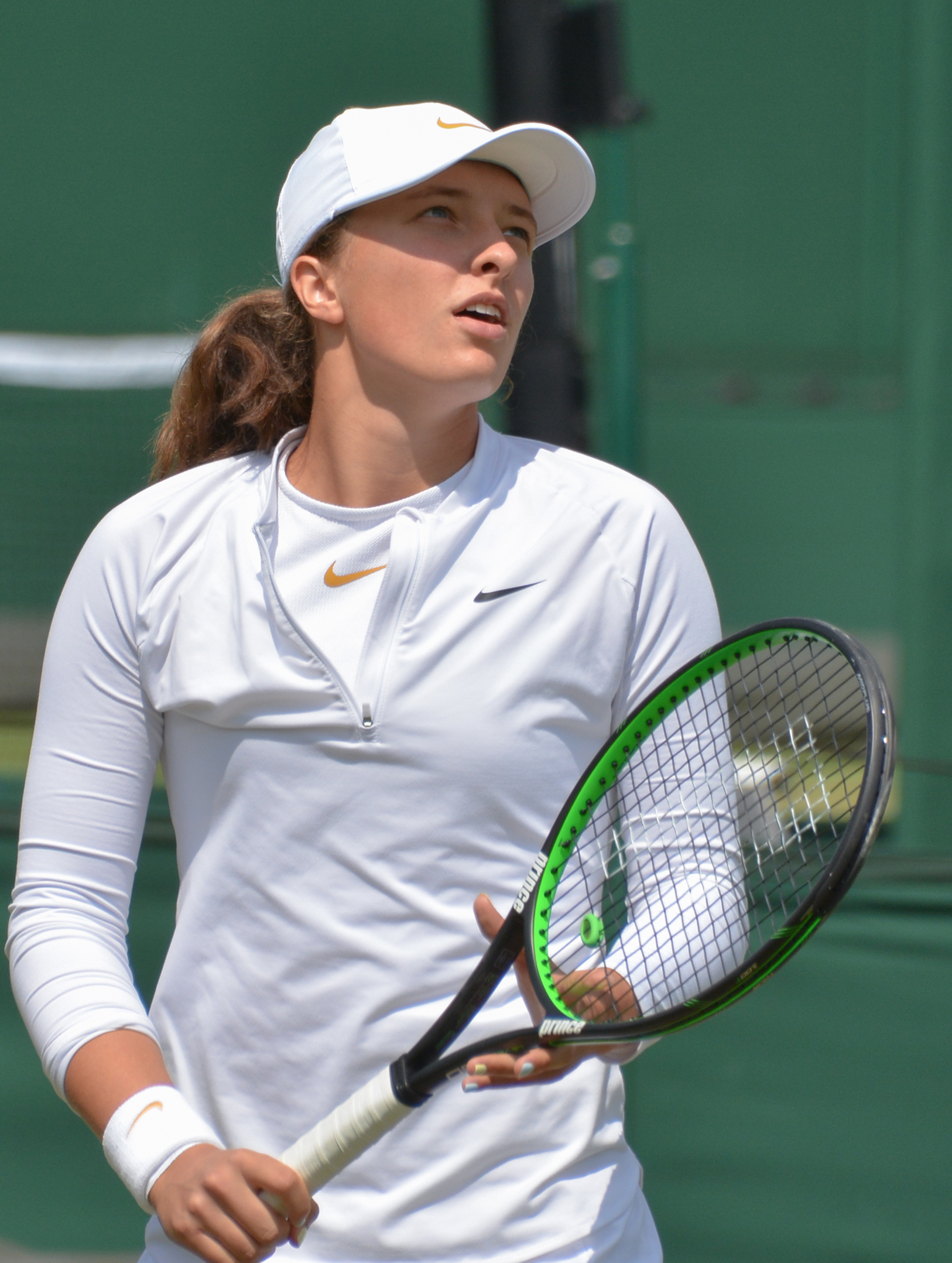
Iga Świąteková ženská dvouhra
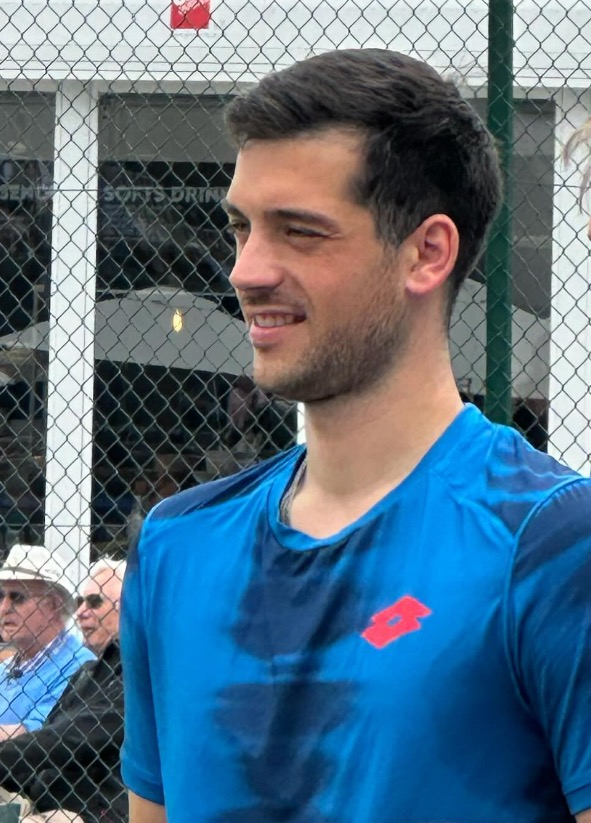
Julian Cash mužská čtyřhra
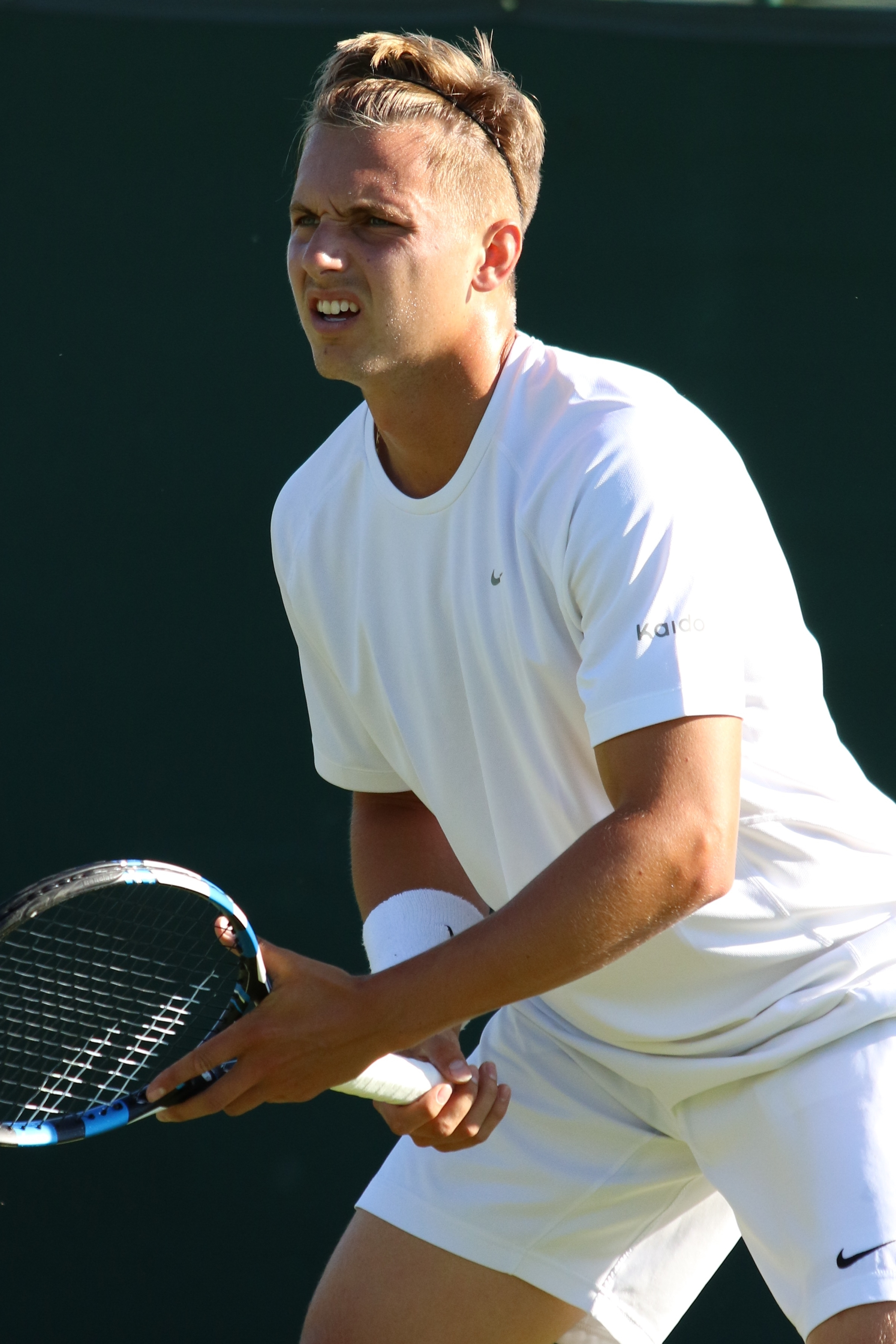
Lloyd Glasspool mužská čtyřhra
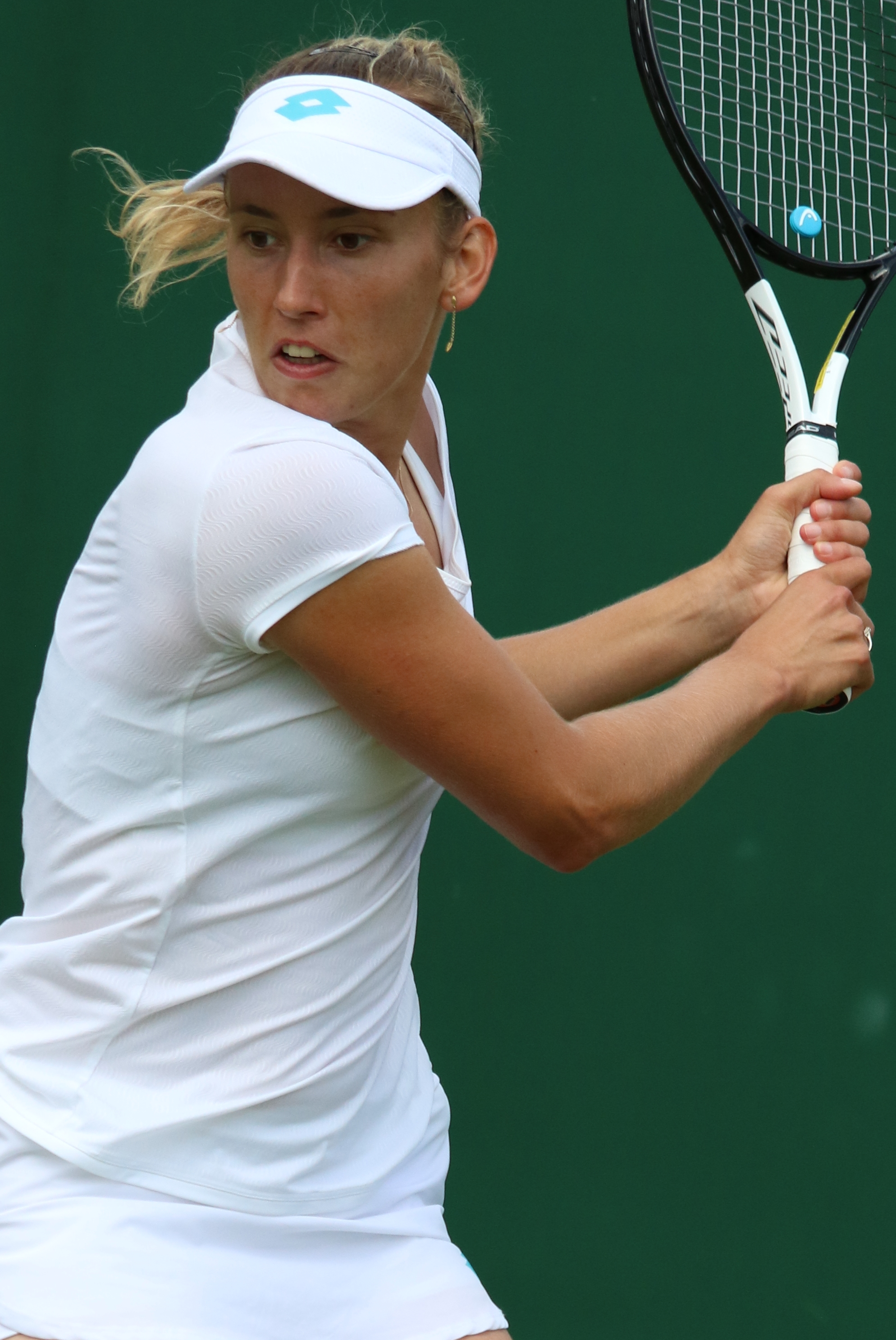
Elise Mertensová ženská čtyřhra
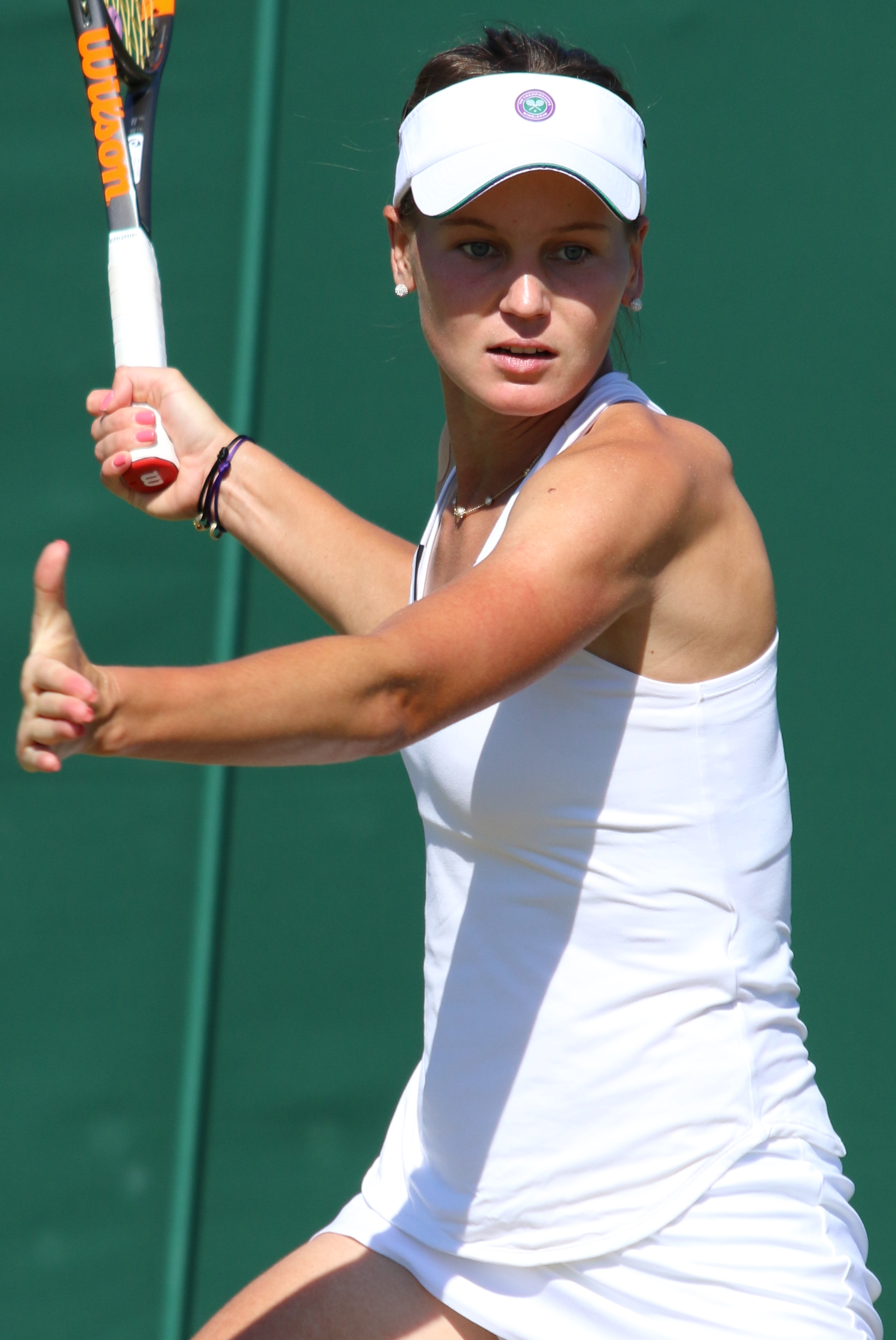
Veronika Kuděrmetovová ženská čtyřhra
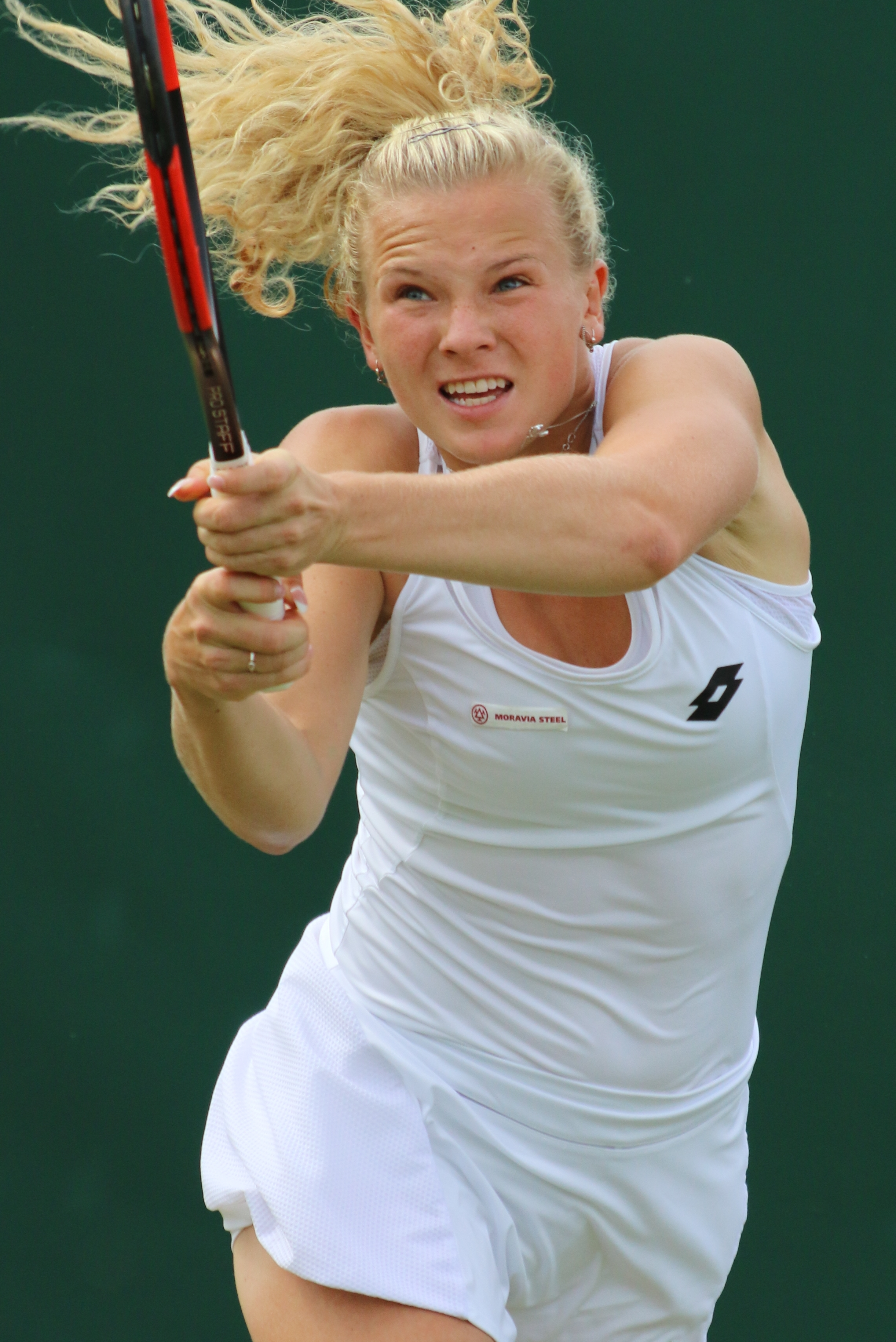
Kateřina Siniaková smíšená čtyřhra
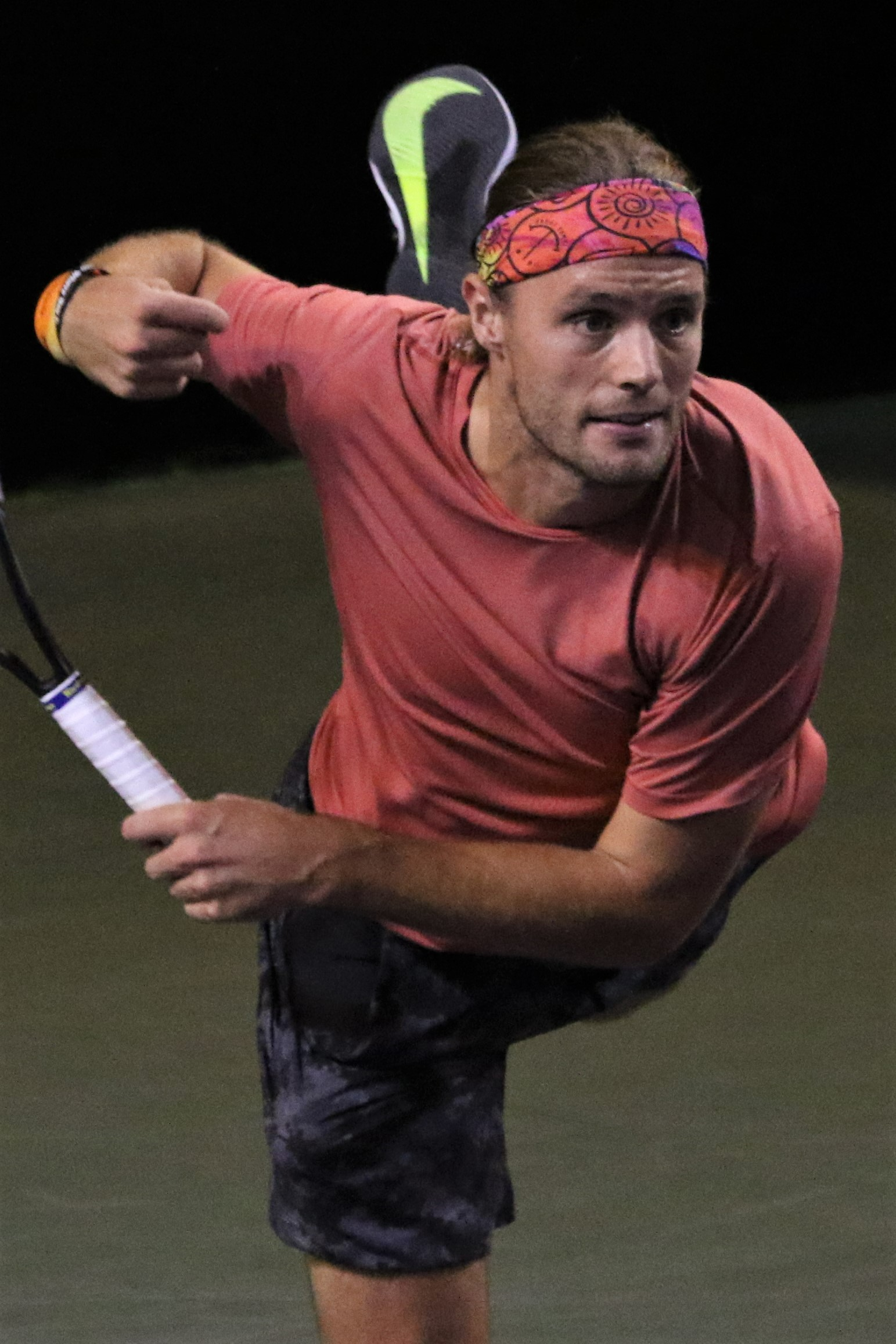
Sem Verbeek smíšená čtyřhra

## Přehled rekordů

### Rekordy podle wimbledonských titulů
| Rekordy podle wimbledonských titulů                        | Rekordy podle wimbledonských titulů | Rekordy podle wimbledonských titulů                                       | Rekordy podle wimbledonských titulů | Rekordy podle wimbledonských titulů                                    |
| Rekord                                                     | Éra                                 | Tenista                                                                   | Počet                               | Roky                                                                   |
| Muži od roku 1877                                          | Muži od roku 1877                   | Muži od roku 1877                                                         | Muži od roku 1877                   | Muži od roku 1877                                                      |
| ---------------------------------------------------------- | ----------------------------------- | ------------------------------------------------------------------------- | ----------------------------------- | ---------------------------------------------------------------------- |
| Nejvíce titulů ve dvouhře                                  | do 1967                             | William Renshaw                                                           | 7                                   | 1881, 1882, 1883, 1884, 1885, 1886, 1889                               |
| Nejvíce titulů ve dvouhře                                  | od 1968                             | Roger Federer                                                             | 8                                   | 2003, 2004, 2005, 2006, 2007, 2009, 2012, 2017                         |
| Nejvíce titulů ve dvouhře v řadě                           | do 1967                             | William Renshaw                                                           | 6                                   | 1881, 1882, 1883, 1884, 1885, 1886                                     |
| Nejvíce titulů ve dvouhře v řadě                           | od 1968                             | Björn Borg Roger Federer                                                  | 5                                   | 1976, 1977, 1978, 1979, 1980 2003, 2004, 2005, 2006, 2007              |
| Nejvíce titulů ve čtyřhře                                  | do 1967                             | Reginald Doherty Lawrence Doherty                                         | 8                                   | 1897, 1898, 1899, 1900, 1901, 1903, 1904, 1905                         |
| Nejvíce titulů ve čtyřhře                                  | od 1968                             | Todd Woodbridge                                                           | 9                                   | 1993, 1994, 1995, 1996, 1997, 2000, 2002, 2003, 2004                   |
| Nejvíce titulů ve čtyřhře v řadě                           | do 1967                             | Reginald Doherty Lawrence Doherty                                         | 5                                   | 1897, 1898, 1899, 1900, 1901                                           |
| Nejvíce titulů ve čtyřhře v řadě                           | od 1968                             | Todd Woodbridge Mark Woodforde                                            | 5                                   | 1993, 1994, 1995, 1996, 1997                                           |
| Nejvíce titulů v mixu mezi muži                            | do 1967                             | Vic Seixas                                                                | 4                                   | 1953, 1954, 1955, 1956                                                 |
| Nejvíce titulů v mixu mezi muži                            | od 1968                             | Owen Davidson Cyril Suk Leander Paes                                      | 3                                   | 1971, 1973, 1974 1992, 1996, 1997 1999, 2003, 2010                     |
| Nejvíce titulů celkově mezi muži (dvouhra, čtyřhra, mix)   | do 1967                             | William Renshaw                                                           | 14                                  | 1880–1889 (7 dvouhra, 7 čtyřhra)                                       |
| Nejvíce titulů celkově mezi muži (dvouhra, čtyřhra, mix)   | od 1968                             | Todd Woodbridge                                                           | 10                                  | 1993–2004 (9 čtyřhra, 1 mix)                                           |
| Ženy od roku 1884                                          |                                     |                                                                           |                                     |                                                                        |
| Nejvíce titulů ve dvouhře                                  | do 1967                             | Helen Willsová                                                            | 8                                   | 1927, 1928, 1929, 1930, 1932, 1933, 1935, 1938                         |
| Nejvíce titulů ve dvouhře                                  | od 1968                             | Martina Navrátilová                                                       | 9                                   | 1978, 1979, 1982, 1983, 1984, 1985, 1986, 1987, 1990                   |
| Nejvíce titulů ve dvouhře v řadě                           | do 1967                             | Suzanne Lenglenová                                                        | 5                                   | 1919, 1920, 1921, 1922, 1923                                           |
| Nejvíce titulů ve dvouhře v řadě                           | od 1968                             | Martina Navrátilová                                                       | 6                                   | 1982, 1983, 1984, 1985, 1986, 1987                                     |
| Nejvíce titulů ve čtyřhře                                  | do 1967                             | Elizabeth Ryanová                                                         | 12                                  | 1914, 1919, 1920, 1921, 1922, 1923, 1925, 1926, 1927, 1930, 1933, 1934 |
| Nejvíce titulů ve čtyřhře                                  | od 1968                             | Martina Navrátilová                                                       | 7                                   | 1976, 1979, 1981, 1982, 1983, 1984, 1986                               |
| Nejvíce titulů ve čtyřhře v řadě                           | do 1967                             | Suzanne Lenglenová Elizabeth Ryanová                                      | 5                                   | 1919, 1920, 1921, 1922, 1923                                           |
| Nejvíce titulů ve čtyřhře v řadě                           | od 1968                             | Billie Jean Kingová Martina Navrátilová Pam Shriverová / Nataša Zverevová | 4                                   | 1970, 1971, 1972, 1973 1981, 1982, 1983, 1984 1991, 1992, 1993, 1994   |
| Nejvíce titulů v mixu mezi ženami                          | do 1967                             | Elizabeth Ryanová                                                         | 7                                   | 1919, 1921, 1923, 1927, 1928, 1930, 1932                               |
| Nejvíce titulů v mixu mezi ženami                          | od 1968                             | Martina Navrátilová                                                       | 4                                   | 1985, 1993, 1995, 2003                                                 |
| Nejvíce titulů celkově mezi ženami (dvouhra, čtyřhra, mix) | do 1967                             | Elizabeth Ryanová                                                         | 19                                  | 1914–34 (12 čtyřhra, 7 mix)                                            |
| Nejvíce titulů celkově mezi ženami (dvouhra, čtyřhra, mix) | od 1968                             | Martina Navrátilová                                                       | 20                                  | 1976–2003 (9 dvouhra, 7 čtyřhra, 4 mix)                                |

### Další wimbledonské rekordy
| Další wimbledonské rekordy          | Další wimbledonské rekordy | Další wimbledonské rekordy                                                                        | Další wimbledonské rekordy                                                                |
| Rekord                              | Soutěž                     | Tenista                                                                                           | Popis rekordu                                                                             |
| ----------------------------------- | -------------------------- | ------------------------------------------------------------------------------------------------- | ----------------------------------------------------------------------------------------- |
| Nejvíce odehraných zápasů           | muži                       | Jean Borotra                                                                                      | 223 zápasů (1922–1939 a 1948–1964)                                                        |
| Nejvíce odehraných zápasů           | ženy                       | Martina Navrátilová                                                                               | 326 zápasů (1973–2006)                                                                    |
| Nejvíce vyhraných zápasů            | mužská dvouhra             | Roger Federer                                                                                     | 105 zápasů (1999–2021)                                                                    |
| Nejvíce vyhraných zápasů            | ženská dvouhra             | Martina Navrátilová                                                                               | 120 zápasů (1973–2004)                                                                    |
| Nejvíce porážek ve finále           | bez rozdílu                | Blanche Bingleyová Chris Evertová                                                                 | 7 (1885, 1887, 1888, 1891, 1892, 1893, 1901} 7 (1973, 1978, 1979, 1980, 1982, 1984, 1985) |
| Nenasazení vítězové                 | mužská dvouhra             | Boris Becker Goran Ivanišević                                                                     | 20. místo (1985) 125. místo (2001)                                                        |
| Nenasazení vítězové                 | ženská dvouhra             | Markéta Vondroušová                                                                               | 42. místo (2023)                                                                          |
| Nejníže postavený vítěz na žebříčku | mužská dvouhra             | Goran Ivanišević                                                                                  | 125. místo (2001)                                                                         |
| Nejníže postavený vítěz na žebříčku | ženská dvouhra             | Markéta Vondroušová                                                                               | 42. místo (2023)                                                                          |
| Vítězové na divokou kartu           | mužská dvouhra             | Goran Ivanišević                                                                                  | 2001                                                                                      |
| Vítězové na divokou kartu           | mužská čtyřhra             | Jonathan Marray Frederik Nielsen                                                                  | 2012                                                                                      |
| Vítězové na divokou kartu           | ženská čtyřhra             | Serena Williamsová Venus Williamsová                                                              | 2000, 2002                                                                                |
| Vítězové bez ztráty setu            | mužská dvouhra             | Frank Hadow Don Budge Tony Trabert Chuck McKinley Björn Borg Roger Federer                        | 1878 1938 1955 1963 1976 2017                                                             |
| Vítězové juniorky i dospělých       | muži                       | Björn Borg Pat Cash Stefan Edberg Roger Federer                                                   | 1972 / 1976–1980 1982 / 1987 1983 / 1988, 1990 1998 / 2003–2007, 2009, 2012, 2017         |
| Vítězové juniorky i dospělých       | ženy                       | Ashleigh Bartyová Karen Hantzeová Ann Jonesová Martina Hingisová Amélie Mauresmová Iga Świąteková | 2011 / 2021 1960 / 1962 1956 / 1969 1994 / 1997 1996 / 2006 2018 / 2025                   |
| Nejmladší vítězové                  | mužská dvouhra             | Boris Becker                                                                                      | 17 let a 227 dnů (1985)                                                                   |
| Nejmladší vítězové                  | ženská dvouhra             | Lottie Dodová                                                                                     | 15 let a 285 dnů (1887)                                                                   |
| Nejmladší vítězové                  | mužská čtyřhra             | Dennis Ralston                                                                                    | 17 let (1960)                                                                             |
| Nejmladší vítězové                  | ženská čtyřhra             | Martina Hingisová                                                                                 | 15 let a 282 dnů (1996) – absolutní rekord                                                |
| Nejmladší vítězové                  | smíšená čtyřhra            | Rod Laver                                                                                         | 20 let (1959) – muži                                                                      |
| Nejmladší vítězové                  | smíšená čtyřhra            | Serena Williamsová                                                                                | 16 let (1998) – ženy                                                                      |
| Nejmladší vítězové                  | junioři                    | Martina Hingisová                                                                                 | 13 let (1994) – absolutní rekord                                                          |
| Nejstarší vítězové                  | mužská dvouhra             | Arthur Gore                                                                                       | 41 let a 182 dnů (1909)                                                                   |
| Nejstarší vítězové                  | ženská dvouhra             | Charlotte Cooperová                                                                               | 37 let a 282 dnů (1908)                                                                   |
| Nejvyšší zápasová úspěšnost         | mužská dvouhra             | Björn Borg                                                                                        | 92,72 % (51–4), 1973–1981 (open éra)                                                      |
| Nejvyšší zápasová úspěšnost         | ženská dvouhra             | Steffi Grafová                                                                                    | 90,36 % (75–8), 1984–1999 (open éra)                                                      |
| Nejstarší účastník                  | bez rozdílu                | Jean Borotra                                                                                      | 65 let a 10 měsíců (1964)                                                                 |
| Nejvíce účastí bez přerušení        | muži                       | Arthur Gore                                                                                       | 30 (1888–1922)                                                                            |
| Nejvíce účastí bez přerušení        | ženy                       | Virginia Wadeová                                                                                  | 26 (1960–1985)                                                                            |
| Nejdelší finále                     | mužská dvouhra             | Novak Djoković Roger Federer                                                                      | 4:57 hodin (2019)                                                                         |
| Nejdelší finále                     | ženská dvouhra             | Lindsay Davenportová Venus Williamsová                                                            | 2:45 hodin (2005)                                                                         |
| Nejdelší zápas turnaje              | muži                       | John Isner Nicolas Mahut                                                                          | 11:05 hodin (1. kolo dvouhry 2010)                                                        |
| Nejdelší zápas turnaje              | ženy                       | Chanda Rubinová Patricia Hy-Boulaisová                                                            | 3:45 hodin (2. kolo dvouhry 1995)                                                         |
| Nejdelší finále podle her           | muži                       | Roger Federer Andy Roddick                                                                        | 77 her (2009)                                                                             |
| Nejdelší finále podle her           | ženy                       | Margaret Courtová Billie Jean Kingová                                                             | 46 her (1970)                                                                             |
| Nejdelší zápas podle her            | bez rozdílu                | John Isner vs Nicolas Mahut                                                                       | 183 her (2010)                                                                            |
| Nejkratší finále                    | muži                       | William Renshaw John Hartley                                                                      | 37 minut (1881)                                                                           |
| Nejkratší finále                    | ženy                       | Dorothea Lambert Chambers Dora Boothbyová                                                         | (1911)                                                                                    |
| Nejvíce es                          | muži                       | Goran Ivanišević                                                                                  | 212 (2001)                                                                                |
| Nejvíce es                          | ženy                       | Serena Williamsová                                                                                | 102 (2012)                                                                                |
| Zlatý set bez ztráty míče           | bez rozdílu                | Jaroslava Švedovová Sara Erraniová                                                                | 15 minut (1. set 3. kola dvouhry 2012)                                                    |
| Nejvíce odehraných her v ročníku    | bez rozdílu                | Rod Laver                                                                                         | 368 her (1959; dvouhra, čtyřhra, mix)                                                     |
| Nejvíce odehraných her v ročníku    | mužská dvouhra             | Kevin Anderson                                                                                    | 349 her (2018)                                                                            |
| Nejvíce odehraných her v ročníku    | ženská dvouhra             | Barbora Krejčíková                                                                                | 175 her (2024) – open éra                                                                 |
| Nejmladší postupující z kvalifikace | ženská dvouhra             | Coco Gauffová                                                                                     | 15 let a 122 dní (2019)                                                                   |
| Nejlepší výsledek kvalifikanta      | ženská dvouhra             | Alexandra Stevensonová                                                                            | semifinále (1999)                                                                         |
| Nejlepší výsledek na divokou kartu  | ženská dvouhra             | Čeng Ťie Sabine Lisická Elina Svitolinová                                                         | semifinále (2008) semifinále (2011) semifinále (2023)                                     |

### Nejvíce titulů v otevřené éře

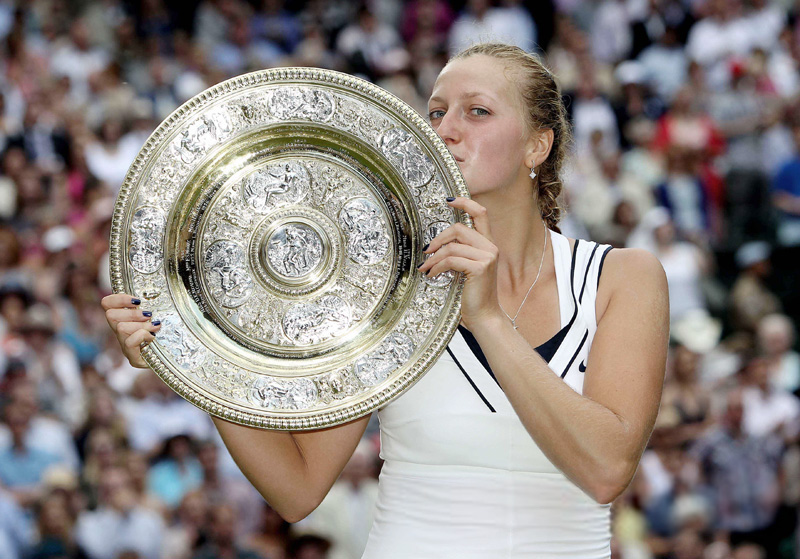
Petra Kvitová líbá mísu Venus Rosewater (2011)

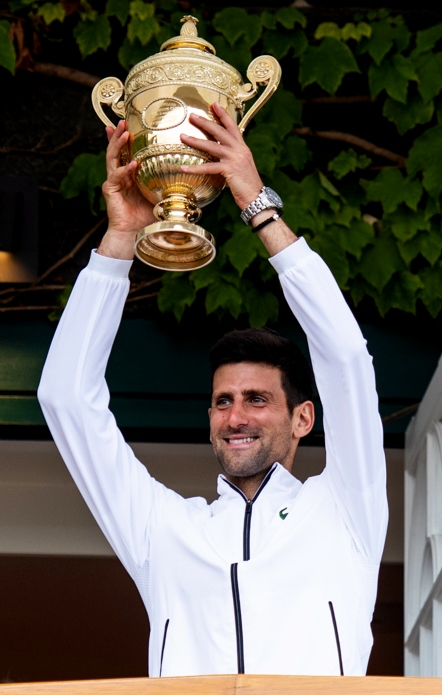
Novak Djoković s trofejí pro vítěze Wimbledonu 2019

| Tenista             | Stát           | Počet          | Rok                                                  |
| Mužská dvouhra      | Mužská dvouhra | Mužská dvouhra | Mužská dvouhra                                       |
| ------------------- | -------------- | -------------- | ---------------------------------------------------- |
| Roger Federer       | Švýcarsko      | 8              | 2003, 2004, 2005, 2006, 2007, 2009, 2012, 2017       |
| Pete Sampras        | USA            | 7              | 1993, 1994, 1995, 1997, 1998, 1999, 2000             |
| Novak Djoković      | Srbsko         | 7              | 2011, 2014, 2015, 2018, 2019, 2021, 2022             |
| Björn Borg          | Švédsko        | 5              | 1976, 1977, 1978, 1979, 1980                         |
| Boris Becker        | Německo        | 3              | 1985, 1986, 1989                                     |
| John McEnroe        | USA            | 3              | 1981, 1983, 1984                                     |
| Ženská dvouhra      |                |                |                                                      |
| Martina Navrátilová | USA            | 9              | 1978, 1979, 1982, 1983, 1984, 1985, 1986, 1987, 1990 |
| Steffi Grafová      | Německo        | 7              | 1988, 1989, 1991, 1992, 1993, 1995, 1996             |
| Serena Williamsová  | USA            | 7              | 2002, 2003, 2009, 2010, 2012, 2015, 2016             |
| Venus Williamsová   | USA            | 5              | 2000, 2001, 2005, 2007, 2008                         |
| Billie Jean Kingová | USA            | 4              | 1968, 1972, 1973, 1975                               |
| Chris Evertová      | USA            | 3              | 1974, 1976, 1981                                     |

## Československá a česká stopa
Čech Jaroslav Drobný, který se stal v roce 1949 egyptským občanem, si finále dvouhry zahrál již jako Egypťan v letech 1949 a 1952. V prvním případě odešel poražen Schroederem, ve druhém pak nestačil na Sedgmana. Titul získal roku 1954, když do té doby nejdelším finále historie turnaje, zdolal za 2 hodiny a 35 minut dvacetiletého Rosewalla.
V roce 1973, kdy turnaj bojkotovalo 81 tenistů ATP, vyhrál dvouhru Jan Kodeš. V semifinále svedl vyrovnanou bitvu s Britem Taylorem. V páté rozhodující sadě za stavu 5:4 pro Taylora bylo utkání přerušeno pro déšť. Po hodinové pauze český tenista získal tři gamy v řadě a postoupil do finále. V něm porazil sovětského hráče Metreveliho. V letech 1986 a 1987 se do boje o titul probojoval Ivan Lendl, ale v prvním případě jej zdolal Becker a ve druhém Cash. V roce 2010 pak finálový zápas odehrál Tomáš Berdych, jenž podlehl Nadalovi

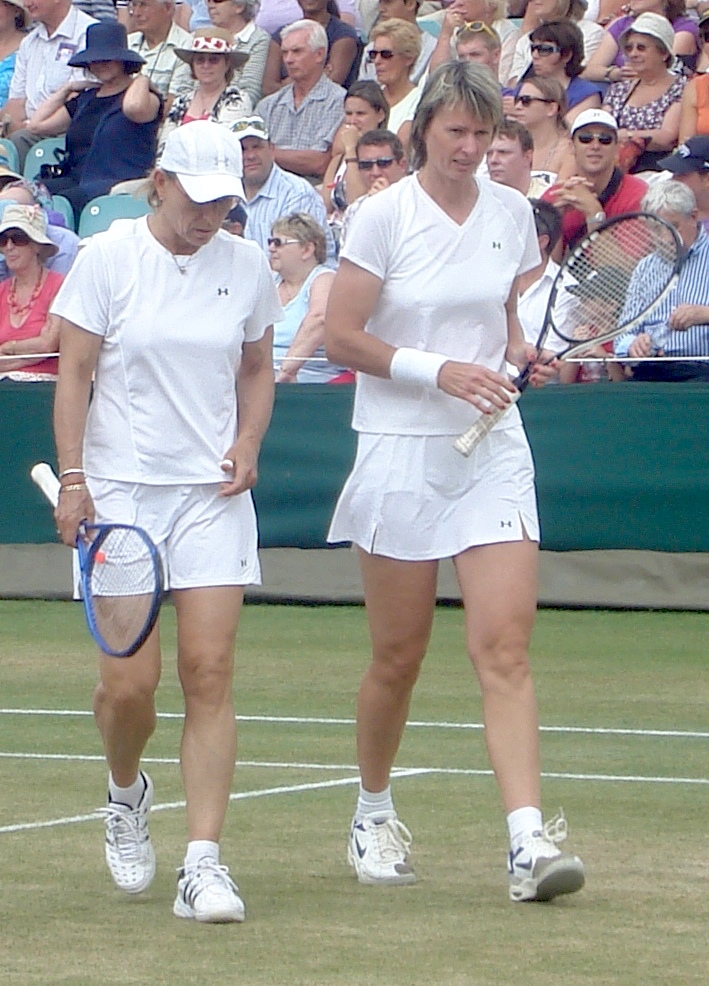
Martina Navrátilová a Helena Suková v soutěži legend 2009

Největším překvapením ženské dvouhry 1962 byla finálová účast Věry Pužejové-Sukové, když v semifinále přešla přes Brazilku Buenovou. Den před posledním utkáním si na hotelovém schodišti zranila kotník a v utkání byla tímto poraněním limitována. Susmanová ji porazila 6–4 a 6–4. V letech 1978 a 1979 triumfovala Martina Navrátilová již jako hráčka reprezentující Spojené státy, když emigrací po US Open 1975 ztratila československé občanství. Po získání amerického občanství v roce 1981 si připsala dalších sedm titulů, čímž vytvořila absolutní singlový rekord bez rozdílu pohlaví. Roku 1981 v semifinále podlehla Haně Mandlíkové, která pak ve finále nestačila na Evertovou. Roku 1986 Mandlíková v boji o titul naopak Navrátilové podlehla. Třikrát si finále zahrála Jana Novotná. V roce 1998 vyhrála nad Tauziatovou. K zisku titulu měla blízko již v roce 1993, kdy v rozhodující sadě utkání s Grafovou vedla 4–1 a 40:30. Za tohoto stavu zahrála dvojchybu a následně game ztratila. Němka set otočila a vyhrála 6–4. V roce 2011 dvouhru vyhrála Petra Kvitová. Druhou trofej přidala o tři roky později, když ve finále ročníku 2014 deklasovala za 55 minut Kanaďanku Bouchardovou poměrem 6–3 a 6–0. Karolína Plíšková odešla z finále poražena od australské světové jedničky Bartyové v roce 2021. Ve finále 2023 porazila Markéta Vondroušová tuniskou světovu šestku Džabúrovou. Stala se tak vůbec první nenasazenou šampionkou od zavedení nasazování v roce 1927 a jako 42. hráčka světa nejníže postavenou vítězkou Wimbledonu na žebříčku WTA. Výhra Barbory Krejčíkové ve finále 2024 znamenala, že Češky poprvé ovládly dva ročníky jednoho z grandslamů za sebou.
V ženské čtyřhře triumfovaly ryze české, respektive československé páry čtyřikrát: Jana Novotná s Helenou Sukovou v letech 1989 a 1990, Barbora Krejčíková s Kateřinou Siniakovou pak v letech 2018 a 2022. V dalších ročnících získaly české hráčky výhry ve spojení s cizinkami – Suková s Kohdeovou-Kilschovou (1987), Novotná se Sanchezovou Vicariovou (1995), Suková s Hingisovou (1996), dvě hráčky prostějovského klubu Novotná s Hingisovou (1998), Peschkeová se Srebotnikovou (2011), Strýcová se Sie Šu-wej (2019 a 2023) a Siniaková s Townsendovou (2024).

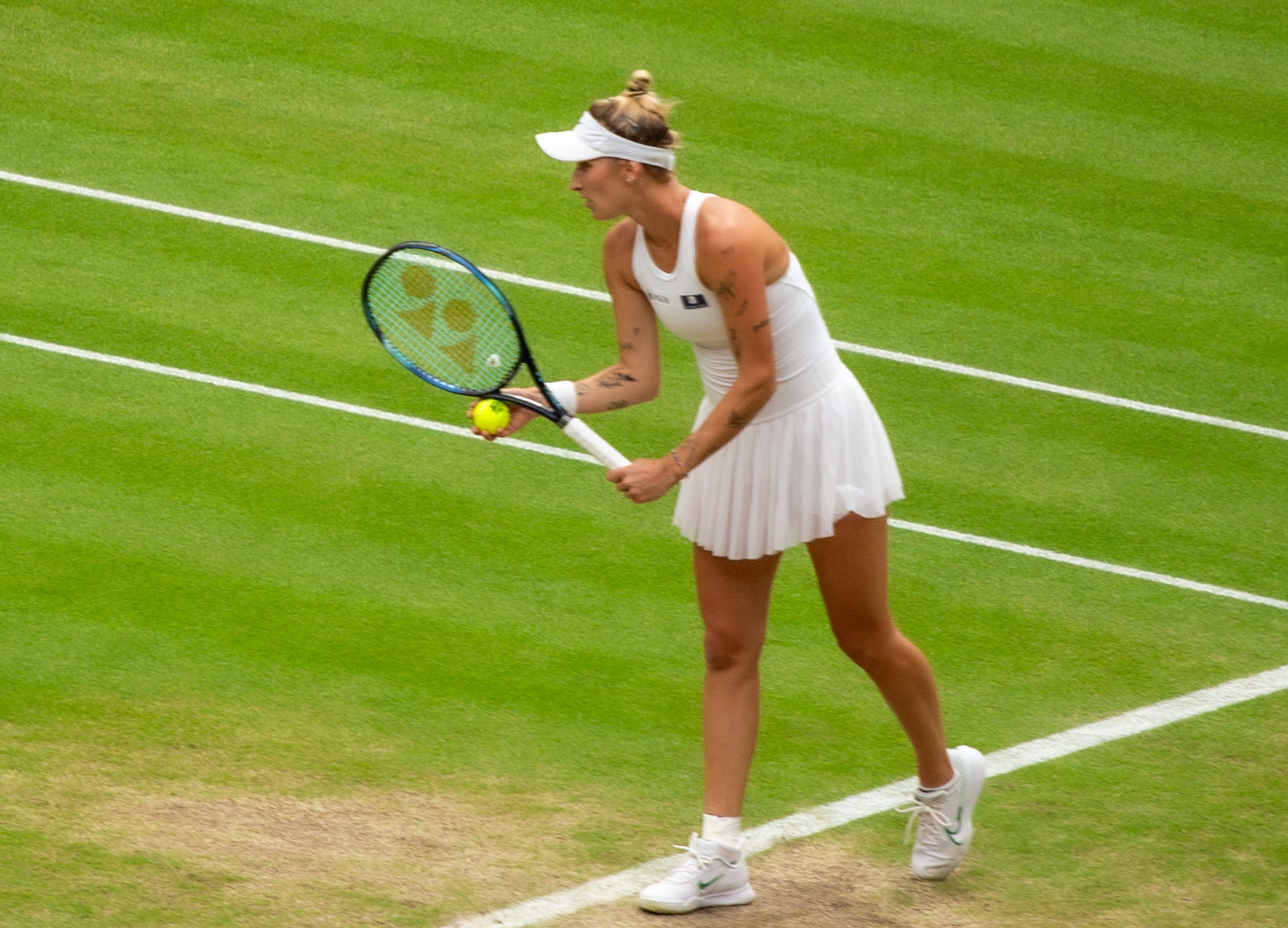
Markéta Vondroušová, 2023

Ve smíšené čtyřhře vyhrál v letech 1996 a 1997 sourozenecký pár Cyril Suk a Helena Suková. Další vítězní Češi nastoupili s cizinci – Novotná s Pughem (1989), Suk s Neilandovou (1992), Suková s Woodbridgem (1994), Friedl s Hantuchovou (2001), Benešová s Melzerem (2011) a Siniaková s Verbeekem (2025).

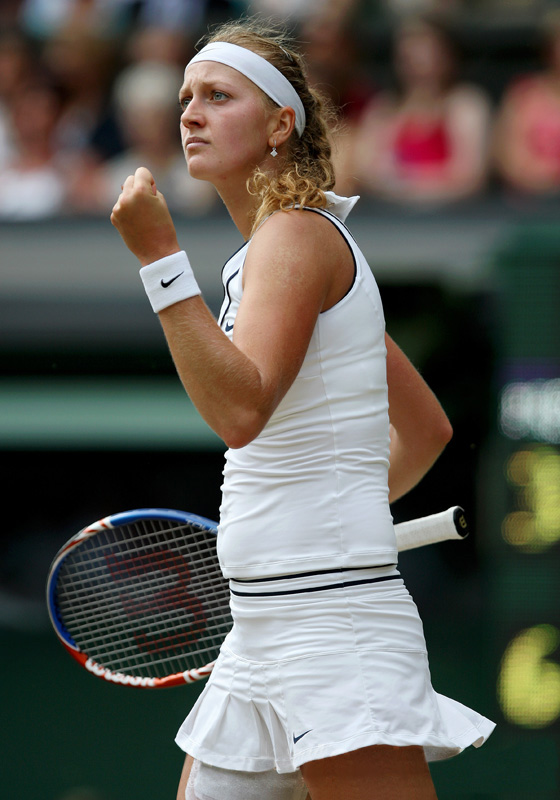
Petra Kvitová ve finále dvouhry 2011

Vítězové dvouhry Kodeš, Kvitová a Vondroušová vyhráli i odpovídající ročník národní ankety Sportovec roku.

### Přehled finále
| Rok             | vítěz                                     | finalista                                  | výsledek                |
| Mužská dvouhra  | Mužská dvouhra                            | Mužská dvouhra                             | Mužská dvouhra          |
| --------------- | ----------------------------------------- | ------------------------------------------ | ----------------------- |
| 1973            | Jan Kodeš                                 | Alex Metreveli                             | 6–1, 9–8, 6–3           |
| 1986            | Boris Becker                              | Ivan Lendl                                 | 6–4, 6–3, 7–5           |
| 1987            | Pat Cash                                  | Ivan Lendl                                 | 7–65 6–2, 7–5           |
| 2010            | Rafael Nadal                              | Tomáš Berdych                              | 6–3, 7–5, 6–4           |
| Ženská dvouhra  |                                           |                                            |                         |
| 1962            | Karen Susmanová                           | Věra Pužejová Suková                       | 6–4, 6–4                |
| 1981            | Chris Evertová                            | Hana Mandlíková                            | 6–2, 6–2                |
| 1986            | Martina Navrátilová                       | Hana Mandlíková                            | 7–6, 6–3                |
| 1993            | Steffi Grafová                            | Jana Novotná                               | 7–6, 1–6, 6–4           |
| 1997            | Martina Hingisová                         | Jana Novotná                               | 2–6, 6–3, 6–3           |
| 1998            | Jana Novotná                              | Nathalie Tauziatová                        | 6–4, 7–62               |
| 2011            | Petra Kvitová                             | Maria Šarapovová                           | 6–3, 6–4                |
| 2014            | Petra Kvitová                             | Eugenie Bouchardová                        | 6–3, 6–0                |
| 2021            | Ashleigh Bartyová                         | Karolína Plíšková                          | 6–3, 6–7(4–7), 6–3      |
| 2023            | Markéta Vondroušová                       | Ons Džabúrová                              | 6–4, 6–4                |
| 2024            | Barbora Krejčíková                        | Jasmine Paoliniová                         | 6–2, 2–6, 6–4           |
| Mužská čtyřhra  |                                           |                                            |                         |
| 2001            | Donald Johnson Jared Palmer               | Jiří Novák David Rikl                      | 6–4, 4–6, 6–3, 7–6(8–6) |
| Ženská čtyřhra  |                                           |                                            |                         |
| 1986            | Martina Navrátilová Pam Shriverová        | Hana Mandlíková Wendy Turnbullová          | 6–1, 6–3                |
| 1987            | Claudia Kohdeová-Kilschová Helena Suková  | Betsy Nagelsenová Elizabeth Smylieová      | 7–5, 7–5                |
| 1989            | Jana Novotná Helena Suková                | Larisa Neilandová Nataša Zverevová         | 6–1, 6–2                |
| 1990            | Jana Novotná Helena Suková                | Kathy Jordanová Elizabeth Smylieová        | 6–4, 6–1                |
| 1991            | Larisa Neilandová Nataša Zverevová        | Gigi Fernándezová Jana Novotná             | 6–4, 3–6, 8–6           |
| 1992            | Gigi Fernándezová Nataša Zverevová        | Larisa Neilandová Jana Novotná             | 6–4 ,6–1                |
| 1993            | Gigi Fernándezová Nataša Zverevová        | Larisa Neilandová Jana Novotná             | 6–4, 6–7(4–7), 6–4      |
| 1994            | Gigi Fernándezová Nataša Zverevová        | Jana Novotná Arantxa Sánchezová Vicariová  | 6–4, 6–1                |
| 1995            | Jana Novotná Arantxa Sánchezová Vicariová | Gigi Fernándezová Nataša Zverevová         | 5–7, 7–5, 6–4           |
| 2011            | Květa Peschkeová Katarina Srebotniková    | Sabine Lisická Samantha Stosurová          | 6-3, 6-1                |
| 2018            | Barbora Krejčíková Kateřina Siniaková     | Nicole Melicharová Květa Peschkeová        | 6–4, 4–6, 6–0           |
| 2019            | Barbora Strýcová Sie Šu-wej               | Gabriela Dabrowská Sü I-fan                | 6–2, 6–4                |
| 2022            | Barbora Krejčíková Kateřina Siniaková     | Elise Mertensová Čang Šuaj                 | 6–2, 6–4                |
| 2023            | Barbora Strýcová Sie Šu-wej               | Storm Hunterová Elise Mertensová           | 7–5, 6–4                |
| 2024            | Kateřina Siniaková Taylor Townsendová     | Gabriela Dabrowská Erin Routliffeová       | 7–6(7–5), 7–6(7–1)      |
| Smíšená čtyřhra |                                           |                                            |                         |
| 1989            | Jim Pugh Jana Novotná                     | Mark Kratzmann Jenny Byrne                 | 6–4, 5–7, 6–4           |
| 1992            | Cyril Suk Larisa Savchenko Neiland        | Jacco Eltingh Miriam Oremansová            | 7–6(7–2), 6–2           |
| 1994            | Todd Woodbridge Helena Suková             | T.J. Middleton Lori McNeil                 | 3–6, 7–5, 6–3           |
| 1995            | Jonathan Stark Martina Navrátilová        | Cyril Suk Gigi Fernándezová                | 6–4, 6–4                |
| 1996            | Cyril Suk Helena Suková                   | Mark Woodforde Larisa Savchenko Neiland    | 1–6, 6–3, 6–2           |
| 1997            | Cyril Suk Helena Suková                   | Andrej Olchovskij Larisa Savchenko Neiland | 4–6, 6–3, 6–4           |
| 2001            | Leoš Friedl Daniela Hantuchová            | Mike Bryan Liezel Huberová                 | 4–6, 6–3, 6–2           |
| 2011            | Jürgen Melzer Iveta Benešová              | Maheš Bhúpatí Jelena Vesninová             | 6–3, 6–2                |
| 2025            | Sem Verbeek Kateřina Siniaková            | Joe Salisbury Luisa Stefaniová             | 7−6(7−3), 7−6(7−3)      |